# فاتح القدس صلاح الدين الأيوبي (مسلسل)
فاتح القدس صلاح الدين الأيوبي أو محرر القدس صلاح الدين الأيوبي (بالتركية: Kudüs Fatihi Selahaddin Eyyubi) واختصارًا صلاح الدين الأيوبي (بالتركية: Selahaddin Eyyubi) هو مسلسل تلفزيوني تركي من النوع التاريخي والخيالي، من إنتاج أكلي فيلم، وإخراج سدات إنجي، وتأليف سردار أوزونالان وحسن إريماز، ثم سلمان كيلي أصلان، ميرت أوزيل، عائشة باي ومصعب كول، بثت الحلقة الأولى في 13 نوفمبر 2023. بطولة أوغور غونيش وديلين دوير ومحمد علي نور أوغلو. يحكي المسلسل حياة صلاح الدين الأيوبي مؤسس الدولة الأيوبية. صور المسلسل في منطقة جبزي بمحافظة قوجة إيلي. وبدأ تصوير المسلسل في صيف عام 2022. عرضت المسلسل كل يوم اثنين على قناة TRT 1. وأكد المنتجون أن الهدف الرئيسي للمسلسل هم غير المسلمين الذين لا يدركون التاريخ الإسلامي.

## قصة

### الموسم 1
نادى البابا أوربان المسيحيين لقتال المسلمين، وتبدأ الحروب الصليبية.تظهر مشاهد هروب نجم الدين أيوب وأخيه شيركوه وأبنائه وزوجته الحامل من الأمير بهروز الذي يريد قتلهم وهم يتجهون للأمير نور الدين زنكي ليحتموا به.تلد فاطمة زوجة نجم الدين أيوب ابنها يوسف في الطريق ويذهب شيركوه أخوه والأولاد ويصلوا لنور الدين وقد توفت زوجته وابنه أثناء الولادة.ينقذ نور الدين محمود نجم الدين وزوجته وابنه يوسف ويقتل بهروز.يطلب نور الدين من نجم الدين أن يأخذ منه ابنه يوسف ليتبناه ويظهر للناس أنه ابنه المولود لكي يكمل معه تحرير القدس، فيوافق نجم الدين وزوجته.تبدأ المشاهد بعد ذلك وقد كبر صلاح الدين وكان يقف هو وأخيه شاهنشاه ينظرا للقدس وهم يعملا على حراسة الثغور مع محاربي الثغور.جاء لصلاح الدين خبر ذهاب فرسان المعبد إلى القدس فقابلهم وقاتلوا.علم صلاح الدين أن الملك بلدوين ملك القدس استدعاهم وقائدهم غابرييل وصل هناك، فقضي على الوحدة وذهب للقدس لمقابلتهم.هددهم صلاح الدين بسحب فرسان المعبد والعودة من حيث جاؤوا، لأنه يعلم أن مجيئهم للتعدي على أراضي المسلمين، وقد كانوا يخططون للاستيلاء على عسقلان.أثناء الحديث أتت امرأة من بعيد وألقت سهم على غابرييل لكنه لم يصبه وأمر باعتقال صلاح الدين وملاحقة المرأة.وأطلقوا سراح صلاح الدين، وهربت المرأة وأمسكوا بها لكن صلاح الدين أنقذها، ولكنها هربت منه واتضح أنها ثريا ابنة حاكم عسقلان.ولى الخليفة العباسي السلطان نور الدين زنكي تأمين طريق الحجاج من الصليبيبن.أتى صلاح الدين إلى السلطان نور الدين ليطلب منه التدخل لانقاذ عسقلان من الصليبيين فهي مفتاح القدس، وقد كانت تابعة للخليفة الفاطمي وهو منافس لنور الدين فأقام نور الدين الديوان ليأخذ رأيه.جاء الملك بلدوين وهدد السلطان نور الدين زنكي إن رأى زنكي في عسقلان أثناء الاسيتلاء على عسقلان فسيقطع طريق الحجاج.رفض نور الدين طلب صلاح الدين بالدفاع عن عسقلان لكن صلاح الدين لم يستجب وأخذ محاربيه وانطلق نحو عسقلان.انضم توران شاه لصلاح الدين وطلب منهم صلاح الدين التمركز في سفينة وعدم التحرك منها، فلما رأى توران شاه انسحاب سفن غابرييل انطلق وراءها وحاول شاهنشاه منعه لكنه رفض.رأهم صلاح الدين من بعض فلحق بهم لكنهم أصبحوا جميعاً في مرمى نيران غابرييل.أصيب شاهنشاه وهو يريد أن يخبر صلاح الدين أنه أخوه وأن نور الدين زنكي لم يكن والده. ينجو صلاح الدين ومن معه بالقفز في الماء، لكن يموت شاهنشاه.يحتل الصليبيين عسقلان ويصاب أميرها ويأسر ابنه، ويشتت شعبها.عين غابرييل نفسه كونت ولبس تاج أبيه الذي انتصر عليه نور الدين وأخذ منه أورفا، ويريد غابرييل إرجاع أورفا مرة أخرى حتى ينتقم لأبيه.يأتي غابرييل إلى نور الدين زنكي ويطلب منه أورفا فيخبره أن قوته لا تكفيها ويهدده أنه سوف يهزمه في عسقلان.يتم محاكمة صلاح الدين على عدم الطاعة الأمر، ويريد نصر الدين أخو نور الدين أن ينال أقصى عقوبة لحقده عليه وطمعه في الملك بعد أخيه.يأتي نجم الدين أيوب والد صلاح الدين ويتدخل حتى لا تصدر عقوبه بحق ابنه ويقرر الاعتراف أمام الديوان بأنه ابنه.يقابل عمر الملا نجم الدين ويغير رأيه، فيقول أن ابنه توران شاه شريك في الهزيمة الحادثة.يصدر نور الدين حكماً على صلاح الدين بألا يغادر القصر ويترك حماية الثغور.يتضح أن نور الدين قد اتفق مع صلاح الدين للدفاع عن عسقلان بمفرده حتى لا يظهر أن نور الدين يدعم الأمر فتنقض المعاهدة بينه وبين الصلييبين ويقطع طريق الحج.علم صلاح الدين أن القائد الأعظم والأميرة فيكتوريا أخت ملك القدس آتيه لعسقلان حتى يتم زواجها من غابرييل، فاتفق مع نور الدين في السر على مهاجمتهم وأسرهم.ذهب غابرييل إلى نصر الدين وابنه عزالدين للتعاون للقضاء على صلاح الدين، وأرسل عزالدين رسالة لغابرييل بمكان صلاح الدين. انتظر ملك القدس صلاح الدين ونصب له فخاً لكن نور الدين آتاه من الخلف وحاصره.يأسر صلاح الدين الأميرة فيكتوريا والسيد الأعظم.يخبر عزالدين غابرييل بمكان صلاح الدين والأسرى لكنه فخ من صلاح الدين لكشف الخائن.يهدد غابرييل عزالدين بكشف أمره إلا لم يأتيه بمعلومة حقيقية فيخبره بأن صلاح الدين أخذ الأسرى لمكان تابع لمحاربي الثغور وقد كان صلاح الدين ينتظر غابرييل أيضاً في ذاك المكان.يلحق نصر الدين بغبارييل ويخبره أن صلاح الدين ينصب له فخاً وقد يكشف أمره ابنه.يتفق غابرييل مع نصر الدين أن يقتل هو صلاح الدين ويقتل نصر الدين السلطان نور الدين.يتم الإمساك بتوران شاه ويتهم بأنه الخائن، ويأمر السلطان بإحضاره للقصر.يمهل ملك القدس غابرييل يوم لإحضار الأسرى وإلا سيأخذ منه عسقلان.تحضر إمرأة تدعى صوفيا الجواهر الموجودة في عسقلان للقدس بأمر من ملك القدس، فيعلم صلاح الدين بالخبر ويذهب لتهديده بخروج أي شئ من عسقلان يخص المسلمين.يتضح أن صوفيا تعمل لدى صلاح الدين في السر ويطلب منها التقرب من الصليبين.يطلب غابرييل من ثريا استدراج صلاح الدين لفخ مقابل الإفراج عن أخيها فتفعل.يقع صلاح الدين في فخ غابرييل ويرفض غابرييل الوفاء بوعده مع ثريا ويقرر قتلها هي أيضاً مع أخيها.يهرب نصر الدين الأسرى فيرى أمامه السلطان نور الدين والجنود ويريد السلطان نزع الغطاء عن وجهه فيطعنه نصر الدين.ينجو صلاح الدين وثريا من فخ غابرييل.يصاب السلطان ويصل للقصر ويخبر الأطباء أن حالته خطيرة.يفتح نصر الدين باب الزنزانة المحبوس فيها توران شاه لكي يهرب حتى يثبت أمر الخيانة عليه.يهرب الأسرى ويتبعهم شيركوه لكن الأمير نصر الدين يتبعه ويأمره بالحضور للقصر لأن غابرييل قد هدده إن مسك بهم فسيخبر الجميع بأنه خائن.يستغل نصر الدين الوضع ويجلس على العرش ويأمر بحبس صلاح الدين ومحاربي الثغور.سحب نصر الدين صلاحيات كل من الوزراء التابعين لنور الدين وصلاح الدين والوزير شريكوه والوزير إسماعيل.أرسل نصر الدين لملك القدس يدعوه ليعقد معه اتفاق.أنقذ رجال عمر الملا صلاح الدين من السجن.دخل صلاح الدين على نصر الدين وملك القدس أثناء عقد الاتفاق وقطع الاتفاق وأخبر ملك القدس أنه لن يقيم اتفاق إلا بعد تسليم عسقلان وتأمين طريق الحج وكشف الخائن.أعاد صلاح الدين الوزراء مرة أخرى وأمر بإخراج نصر الدين من القصر حتى يعود من ملاحقة الأسرى.خرجت أيضاً ثريا لمطاردة الأسرى لتكفر عن ذنبها.جهز الوزير ريحاني القوات التابعة له وللأمير نصر الدين وقرروا التوجه للقصر ودخلوا واستولوا على القصر.دخل نصر الدين غرفة العرش فوجد بها السلطان نور الدين محمود.انضمت الأميرة فيكتوريا لقافلة صوفيا المتجه لعسقلان وتنكرت بها وأوقفتهم ثريا.أمسك توران شاه بالسيد الأعظم أثناء هروبه لكن غابرييل أنقذه وأصيب توران شاه.أمسك رجال صلاح الدين بالسيد الأعظم، وتبع صلاح الدين غابرييل عند الهاوية وتقاتلا وسقط غابرييل من الهاوية.يموت غابرييل ويأتي أخوه غريغور لينتقم لأخيه ويحكم عسقلان بدلاً منه.حاكم نور الدين الذين قاموا بانقلاب أثناء مرضه، فنفى أخيه نصر الدين وعائلته، وقتل قائد الجيش المتمرد وعزل الوزير ريحاني.وعلم أن توران شاه ليس خائن باختباره بإمساك الخنجر، فكان طريقة إمساكه به مختلف عن طريقة إمساك من طعن السلطان.يأسر غريغور محاربي صلاح الدين ويسجنهم مع ابن منصور.يأسر الأمير منصور الأميرة فيكتوريا بعدما هربت أمام ثريا، فيهجم بلدوين ملك القدس ويقتل قبيلة عسقلان فيتدخل السلطان نور الدين.يقيم السلطان نور الدين اتفاقية مع بلدوين بأنه يعطيه أخته مقابل تأمين طريق الحج وتحرير الأسرى وابن منصور.تحرض الأميرة فيكتوريا غريغور ليهاجم طريق الحج ويقتل الحجاج ففعل وقتلهم وأسر بعضهم، ورفض تسليم الأسرى.أنقذ الوزير ريحاني نصر الدين، وذهب نصر الدين للقابلة التي ولدت ابن نور الدين وعرف أن ابنه مات وأن صلاح الدين ليس ابنه فذهب للسلطان نور الدين وواجهه بالحقيقة.تسلل صلاح الدين لداخل سجن عسقلان لإنقاذ الأسرى، وقد استدرجه غريغور حتى يدخل لكن اتضح أن صوفيا أعلمت صلاح الدين بالأمر.دخل صلاح الدين للزنازين لإنقاذ الأسرى واستخدم الأسرار التي لا يعرفها إلا العسقلانيون وأغلق على غريغور حتى لا يصل إليه وأغلقت صوفيا الباب من الجانب الأخر، وحرر صلاح الدين الأسرى وخرج سالماً. يعود نصر الدين للقصر ويهدد نور الدين بكشف أمر صلاح الدين، فيرجعه نور الدين للقصر ويعطيه مهامه مرة أخرى مقابل سكوته، وسط إنكار صلاح الدين للوضع.يهجم غريغور على الأسرى الذين حررهم صلاح الدين ويقتل خليل بن منصور وبعض محاربي صلاح الدين.يقرر منصور معاداة صلاح الدين ونور الدين ويتهمهم بقتل ابنه.ذهبت فيكتوريا إلى السيدة عصمت وقد كانت من البوريون الذين أخذ منهم نور الدين حكم الشام وكان يسعى للاتحاد معهم، فأرادت أن تثير الكراهية التي بينهم ليتحدوا معها ضد نور الدين، لكن السيدة عصمت ردتها.سلم السلطان نور الدين السيد الأعظم مقابل الحجاج العبيد كما نصحه نصر الدين.ترك السلطان نور الدين نصر الدين يظن أنه يهدده بالسر حتى يثبت أنه خائن.قرر صلاح الدين الانفصال عن السلطان نور الدين وجمع محاربي الثغور لمواصلة الجهاد.هجم السيد الأعظم وجنوده على معسكر صلاح الدين، لكن صلاح الدين أوقعهم في الفخ بمعلومة من صوفيا وقتله.ذهب صلاح الدين إلى غريغور وألقى برأس السيد الأعظم أمامه وأخبره أنا هذا إعلان للحرب، وذهب ولم يقتله غريغور حتى لا يصبح بطلاً.خطط نصر الدين والوزير ريحاني بقتل السادة في مجلس السلطان نور الدين وقتلهم حراسهم الشخصين وكانوا يعملوا لصالح الوزير ريحاني.كان من ضمن الأسياد السيد كوربوغا أخو السيدة عصمت وزعيم البوريون.هجم رجال ريحاني على معسكر صلاح الدين وأنقذه مجموعة من المحاربين جدد أحدهم يدعى أتسيز و الأخر أورفالي أرسلوا إليه وبدأوا جميعاً الاستعداد للحرب.ذهبت عصمت بجيشها لمهاجمة الشام، فأقنعها نجم الدين أيوب أن تلتقي بالسلطان ليتحدثوا ف ذهبت إليه وأعلنت الحرب بين البوريين والزنكيين.التقى جيش صلاح الدين مع جيش غريغور خارج عسقلان، وبارز ثلاثة من كل فريق منهم صلاح الدين وغريغور.تبدأ فتن الحشاشين للوقوع بين نور الدين والقبائل التركية.تجتمع السيدة عصمت بالسادة ومنهم الأمير منصور ويتعاهدوا على الحرب رغم توضيح نور الدين لها أنه ليس الفاعل.أوقف عمر الملا الحرب بين صلاح الدين وغريغور، حتى يحل أمر القتال بين الأخوة وإنتهاء الفتنة.ذهب صلاح الدين للمستشفى ليرى جثث المحاربين الذين قتلوا السادة لكن الأمير ريحاني سبقه وهربهم.شك صلاح الدين في الأمير ريحاني.خطف شيخ الجبل صلاح الدين ليجنده تحت أمره، فوجد صلاح الدين شخص شك أنه ريحاني بجانب شيخ الجبل.هرب صلاح الدين من شيخ الجبل وعلم أن هناك فتنة ستقام بين الأخوة.اتفق شيخ الجبل بالهجوم على المدينة في زي قبيلة السيدة عصمت مع جنود غريغور، وقد ذهبت فيكتوريا للقبيلة للظهور بتقديم المساعدة بالذهب لكن السيدة عصمت وأخيها رفضا المساعدة.طلب شيخ الجبل من أحد محاربيه قتل زوجة نصر الدين، حتى يهجم نصر الدين على قبيلة السيدة عصمت وقد كان.أخبر صلاح الدين السلطان نور الدين أن الذين هاجموا المدينة ليسوا قبيلة السيدة عصمت ولكنهم الحشاشين فوقف الحرب.ذهب ملك القدس لنور الدين يخبره أنه ليس الفاعل وأقام معه اتفاق وطلب منه زواج أخته فيكتوريا بصلاح الدين.ذهب نصر الدين وبعض الجنود وأخذ معه توران شاه وهجموا على القبيلة، علم نور الدين فلحق بهم لإيقاف الحرب.لم ترض السيدة عصمت بإيقاف الحرب ورفعت سيفها فرفع السلطان نور الدين سيفه للحرب لكن تدخل شيخ الجبل في زي رجل أخر وأوقف الحرب.نصب شيخ الجبل فخ لصلاح الدين واستدرجه بواسطة الأمير ريحاني لبيت فوجد عزالدين بن نصر الدين مقتول.دخل نصر الدين ونجم الدين أيوب على صلاح الدين في البيت واتهمه نصر الدين بقتل ابنه ورفع السيف عليه.ظهر شيخ الجبل وكان يعرفه السلطان نور الدين من قبل وهو حاجب الخليفة العباسي وأوقف الحرب بين نور الدين و السيدة عصمت.أخذ السلطان نور الدين السيدة عصمت رهينة في القصر حتى يقف القتال.استضاف نور الدين شيخ الجبل المسمى رشيد الدين سنان في القصر، وبدأ بإشعال الحرب بين نور الدين والسيدة عصمت وباقي الأخوة.هرب صلاح الدين من نصر الدين حتى يلحق بالأمير ريحاني.طلب شيخ الجبل من غريغور اللحاق بصلاح الدين، وأرسل الأمير ريحاني ليتفق مع كاراتكين أخو السيدة عصمت على أن يلحق بصلاح الدين ويسلمه له مقابل تحرير السيدة عصمت.ولحق نصر الدين أيضاً وبعض الجنود بصلاح الدين.سلم صلاح الدين نفسه لكاراتكين حتى يوقع بالأمير ريحاني ويكشف أمره، وطلب من ثريا إخراجه من الزنزانة وقت حضور الأمير ريحاني وبالفعل حدث ما خطط له وكشف أمر الأمير ريحاني أمام كاراتكين والقبيلة لكنه هرب.قطع نصر الدين طريق صلاح الدين وهو يلحق بريحاني فهرب منه صلاح الدين وأصابه السلطان نور الدين من الخلف وأخذه للقصر.أخذ غريغور ريحاني إلى عسقلان، وقتلت الأميرة فيكتوريا أخيها بلدوين ملك القدس وتولت العرش.أخذت الملكة فيكتوريا ريحاني للقدس بعد علمها بهجوم نور الدين على عسقلان.دخل صلاح الدين القدس بمساعدة صوفيا وأحد العبيد وأخذ ريحاني وسلمه للسلطان نور الدين.برأ ريحاني الأمير نصر الدين بأمر من شيخ الجبل حتى يعلم ما هو السر الذي يخفيه، واعترف بقتل عزالدين وقال أن السلطان نور الدين هو من اتفق معه لقتل الأسياد فقتله السلطان.اتضح أن غابرييل ما زال حياً وقد رعاه شيخ الجبل وأنقذه. كشف السلطان نور الدين السر بأن صلاح الدين ليس ابنه لكنه ابن نجم الدين أيوب، حتى لا يستغل أعداء الدولة ذلك السر لإضعافها.يظهر نور الدين زنكي السر ويعلن للجميع أن صلاح الدين ليس ابنه ولكنه ابن نجم الدين أيوب.يغضب صلاح الدين من الجميع ويقرر السير بمفرده.ينفي نور الدين أخيه نصر الدين لخيانته لكن شيخ الجبل يظهر نفسه لنصر الدين ويطلب منه التمرد بنصف الجيش واللجوء لعسقلان، ويسرق الخزينة وعلامات السلطنة.يقطع كاراتكين طريق نصر الدين ويريد قتاله فيتدخل غريغور ويعطيه نصف الذهب المسروق.يقطع غريغور طريق نور الدين ويقاتله، فيتدخل صلاح الدين بعدما أقنعه عمر الملا أن هذا طريقه طريق تحرير القدس.أسر صلاح الدين غريغور وهدد فيكتوريا بتسليم نصر الدين وعسقلان.داهم نور الدين قبيلة البوريين لأخذ الذهب فسلمته له السيدة عصمت وأخبرته أنه أخيها فعل ذلك بدون علمها.ذهب كاراتكين لعسقلان يطلب جنود منهم لقتل نور الدين فطلبت منه فيكتوريا تحرير غريغور من صلاح الدين مقابل الجنود، فذهب إلى معسكر صلاح الدين يهدده.خطط شيخ الجبل لقتل السلطان نور الدين محمود في القصر لكنه فشل.تجهز الجميع للقاء فتبارز السلطان نور الدين وأخيه نصر الدين، وانتصر نور الدين وقتل نصر الدين خنقاً بالقوس.ذهب محاربي صلاح الدين لإحضار النفط،هجم غابرييل ورجال شيخ الجبل على معسكر صلاح الدين وتقاتلوا، وانسحب كاراتكين عندما رأهم من بعيد.أصيب صلاح الدين، وأسر ثريا، واشعال النار في المعسكر وفيه صلاح الدين مصاب. يتجمع محاربي صلاح الدين ويعلنوا أن قائدهم صلاح الدين استشهد ويتوعدوا بالانتقام.يصل الخبر للسلطان نور الدين أن صلاح الدين أصيب فيذهب هو ونجم الدين أيوب والجنود للمعسكر فوجدوا جثة مفحمة وبيدها خاتم صلاح الدين وبجانبها سيفه.صلى على جثة صلاح الدين ودفن، وأسرت ثريا في عسقلان.هدد غريغور البوريون بموت ثريا إن لم يتحدوا معهم ضد نور الدين، فرفضت عصمت واعتقلت أخيها ووالد ثريا لاعتراضهم.ذهبت عصمت لفيكتوريا وهددتها بالتعاون مع نور الدين ضدهم إن لم يفرجوا عن ثريا حتى الغد.رأى نجم الدين أيوب رؤية أن صلاح الدين ما زال حياً، وبشر عمر الملا والدة صلاح الدين.أخبر نجم الدين نور الدين بالرؤية، فذهبا للقبر وأخرجا الجثة واتضح أنها ليست لصلاح الدين.علم الجميع أن صلاح الدين مفقود وليس بميت فبدأ الجميع البحث عنه.تتبع غابرييل وجنوده، ونور الدين وجنوده، وشيخ الجبل وجنوده، ومحاربي صلاح الدين الأثار.تقاتل نور الدين وجنوده مع رجال شيخ الجبل وانتصروا عليهم.تقاتل محاربي صلاح الدين مع رجال غابرييل وانضم إليهم توران شاه ومحاربه.وصل نور الدين ونجم الدين أيوب إلى صلاح الدين وقد أخذه رجال مجهولون وعالجوه.اتضح أن الرجال المجهولون هم كاراتكين ومحاربيه وساعدهم في العلاج عمر الملا.واستيقظ صلاح الدين، ومواجهة غابرييل مع محاربي صلاح الدين.يعود صلاح الدين للقصر، ويجهز السلطان نور الدين محمود الجيش لفتح عسقلان.تأتي السيدة عصمت وتخبر نور الدين بأنها في صفه هي وأسياد القبائل.يهجم غريغور على قبيلة البوريون ويقتل الأسياد المجتمعين مع عصمت ويصيبها.يأسر غابرييل الأمير منصور والد ثريا ويقابل صلاح الدين ويقتل الأمير منصور أمامه، ويهدده إن لم ينسحب الجيش ستقتل ثريا.تهرب صوفيا ثريا وتصل لصلاح الدين، ويصيبها أحد الجنود، لكنها تنجو.يسمم شيخ الجبل نور الدين في معسكره بواسطة دخان الشموع.يقود صلاح الدين الحرب بنفسه ويضع خطته.يذهب صلاح الدين بمحاربي الثغور فقط فيغتر الصليبيين بعددهم القليل.يحاصر الجنود الصليبيين صلاح الدين من الخلف بأمر من الملكة فيكتوريا، فتأتي السيدة عصمت وكاراتكين من خلفهم.يفاجأ غريغور وغابريل والملكة بجيش نور الدين زنكي قادم إليهم، وكانت تلك خطة صلاح الدين.يدخل صلاح الدين والجميع عسقلان ويفتحها، ويقتل غابرييل وتهرب الملكة وغريغور.يشفى السلطان نور الدين زنكي من السم.يعطي السلطان نور الدين إدارة عسقلان لصلاح الدين بعد موافقة ثريا.تأتي مجموعة من اليهود بقيادة أفرام وقد جمع تحت قيادته جيوش الصليبيين بما يمتلكه من ذهب.ولى أفرام قيادة الجيش لغريغور وأمره أن يهجم على غزة ويقتل كل من بها من المسلمين، ففعل، وهربت مجموعة من المسلمين وأنقذهم صلاح الدين.هجمت مجموعة من الصليبيين على عسقلان عندما خرج صلاح الدين لنصرة غزة وأنقذها الأمير مودود أخو السلطان نور الدين وقد جاء والحقد يملؤه من صلاح الدين.طلب الأمير مودود إدارة عسقلان وطرد الأيوبين من السلطان لكنه رفض.طلب صلاح الدين من السلطان إعطاء عسقلان للأمير مودود مقابل السماح له بإنشاء وطن على حدود غزة فوافق السلطان، وخرجت معه عائلته لكن شيركوه بقى بجانب السلطان.حاول صلاح الدين تجميع القبائل التركية معه لكن الأمير مودود أرسل إليهم الذهب مع كاراتكين فرفضوا الاتحاد مع صلاح الدين إلا قبيلة واحدة، ووقفت السيدة عصمت عاجزة بعد قرار الأسياد.نصب غريغور فخاً للقافلة الآتية لمقر الوطن الجديد وقتلها كلها وأسر ثلاثة من رجال صلاح الدين.هددت فيكتوريا السلطان نور الدين بالقتال وقطعت طريق الحج ومنعت المسلمين في القدس من ممارسة شعائرهم الدينية، وأيضاً هددت السيدة عصمت.أعطت الملكة فيكتوريا مهلة لصلاح الدين أن يترك الأرض التي استقر بها مقابل رجاله وإلا سيقتلوهم.حاول صلاح الدين التسلل لغزة لإنقاذ رجاله وتجاوز العديد من الفخاخ وساعدته صوفيا وألقت سهم على الملكة.خطط أفرام وغريغور لاستدراج صلاح الدين داخل غزة وأمسك به وأفقده الوعي. لا يريد أفرام قتل صلاح الدين حتى يأخذ معلومات تخص الدولة الزنكية منه.تطلب فيكتوريا من السلطان نور الدين إنهاء الوطن الذي بدأ في إنشائه صلاح الدين مقابل إطلاق سراح صلاح الدين.يرفض نجم الدين أيوب وثريا ترك مكانهم حتى عودة صلاح الدين.يحاول غريغور قتل صلاح الدين ويوقفه أفرام.يجهز الأمير مودود للقضاء على قبيلة صلاح الدين في مكانه الجديد، وتسكين القبائل التركية مكانها برئاسة كاراتكين فترفض السيدة عصمت.يحاول السلطان نور الدين إيقاف الأمير مودود لكنه الأمير مودود يذكره دائماً أنه ولي العهد.يطلب السلطان نور الدين من السيدة عصمت الاتحاد معه للأبد لمجابهة الأمير مودود، وتعترض زوجته مليكة.يهرب أفرام صلاح الدين من غزة ويتبعه رجال صلاح الدين لكنه يضللهم.يعذب أفرام رجال صلاح الدين حتى يعترف بما يريد ويقتل أحدهم، لكن صلاح الدين يرفض.يحاول صلاح الدين الهروب ويوقفه أفرام. ينقذ كاراتكين صلاح الدين بعدما هجم غابرييل على معسكره.يسمم شيخ الجبل السلطان نور الدين في معسكره أثناء تجهيزه لفتح عسقلان، فيقود الجيش صلاح الدين وتتحد معه السيدة عصمت.تفتح عسقلان ويقتل غابرييل، ويعطي السلطان نور الدين إدارة عسقلان لصلاح الدين.يعود الأمير مودود أخو السلطان ويأخذ إدارة عسقلان، ويستقر صلاح الدين بالقرب من غزة مع من اتحد معه من القبائل.يداهم غريغور إحدى القوافل الذاهبة لمقر صلاح الدين ويأسر أصحابه ويقتل من فيها.يحاول صلاح الدين إنقاذ أصحابه فيتم أسره.يحاول اليهودي أفرام أخذ معلومات تخص الدولة الزنكية من صلاح الدين بأسره في مكان بعيد ويحاول صلاح الدين الهروب.يحاول الأمير مودود الإستيلاء على مكان صلاح الدين الجديد.يخرج صلاح الدين ومحاربيه من الكهف المحبوس به، ويحاول أفرام قتله لكن مجموعة مجهولة تنقذه تعرف بأصحاب السر.أخذ عمر الملا صلاح الدين للقاء أصحاب السر وقد كان واحد منهم فأخبروه أن أفرام وراءه سر كبير وطلبوا منه تتبعه.يشعل الأمير مودود النار في السلطانة مليكة، فتهدد السيدة عصمت وتأمرها أن ترحل.يوقف الأمير مودود غريغور مقابل الاتفاق على ترك قبيلة صلاح الدين للمكان، وتوطيد القبائل التابعه له مكانه.يجعل أفرام الملكة فيكتوريا توافق على الاتفاق ويذهب كمندوب عنها مع غريغور للاتفاق مع السلطان نور الدين.يأتي صلاح الدين ويخبر السلطان بحقيقة أفرام ويجعل غريغور يشك به، ويقطع ورقة الاتفاق.يعطي السلطان نور الدين صلاح الدين فرصة لحماية قبيلته وكشف أمر أفرام.يأتي كاراتكين ويهدد صلاح الدين بترك القبيلة، وعند ذهابه تنصب له الملكة فيكتوريا فخ وتصيبه، وينقذه رجال صلاح الدين ويعالجوه.يهدد صلاح الدين كاراتكين أنه من يضع يده على أرضه سيحرمه من أرض يدفن فيها.يدخل غريغور وأفرام الوقود لقبيلة صلاح الدين ويفجروه بالأسهم النارية، فتتدمر أجزاء من القبيلة لكن ينجو الجميع.يعلم صلاح الدين أن أفرام يجمع كبار اليهود في معبده السري ويأتي بتابوت العهد ليأسسوا دولتهم من النيل للفرات، ويخططوا لسرقة تابوت النبي صلى الله عليه وسلم من المدينة المنورة.يتبع صلاح الدين ورجاله أفرام وينجوا من فخاخ كثيرة حتى يصلوا للمعبد.يقتل صلاح الدين كبار اليهود، ويهرب أفرام بتابوت العهد فيلحق به صلاح الدين ويمسك به.يجتمع السلطان نور الدين بزعماء القبائل في خيمة السيدة عصمت وبوجود الأمير مودود ويطلب الزواج منها.يأخذ صلاح الدين تابوت العهد من أفرام ويهدده والملكة فيكتوريا به.يطلب صلاح الدين منهم الانسحاب من غزة ومن بلاد المسلمين وإلا سيحرق التابوت.يعلن السلطان نور الدين الزواج من السيدة عصمت ويأمر بالتجهيزات وسط غضب السلطانة مليكة.يرفض كاراتكين هذا الزواج ويطلب اجتماع مجلس الشورى لانتخاب سيد جديد، ويأخذ الذهب من الأمير مومود ليرشي به الأسياد.يخبر السلطان نور الدين السيدة عصمت أنها هي من تفوز وهو يقف خلفها، ولن يتكرر ما حدث في الماضي.يطلب أفرام من رجاله القبض على عمر الملا فيفشلوا، ويتوعد شيوخ المسلمين بقتلهم.يأخذ صلاح الدين التابوت للقصر للحفاظ عليه.يرى السلطان نور الدين رؤية بأن قبر النبي صلى الله عليه وسلم في خطر، فيخرجك في الطريق للمدينة المنورة.تصل السلطانة مليكة إلى السيدة عصمت وتخبرها بأن السلطان نور الدين أجل مراسم الزواج لحين عودته، وتهددها أن ذلك الزواج لن يتم.يشمت كاراتكين في السيدة عصمت ويخبرها أن السلطان نور الدين لن يفي بوعده كما فعل من قبل.يترك السلطان نور الدين الأمير مودود نائباً له في غيابه فيعقد اتفاقية مع أفرام لتسليم التابوت.يأخذ صلاح الدين التابوت قبل التسليم، فيعلن الأمير مودود صلاح الدين متمرد وعدو للدولة ويطارده.يأمر أفرام غريغور بالهجوم على قبيلة صلاح الدين، فيفعل ويقتل أهلها ويأسر عائلة صلاح الدين ويقتل توران شاه.يعلم صلاح الدين بالهجود فينطلق للحاق بهم لكن الأمير مودود يقطع طريقه.ينصب رجال أفرام فخ للسلطان نور الدين في الطريق.ينجو السلطان نور الدين من رجال أفرام، وينقذ قبر الرسول صلى الله عليه وسلم من السرقة.يتقاتل صلاح الدين والأمير مودود ويخبره صلاح الدين أنه يقاتل الغفلة وليست الدولة، ويهرب صلاح الدين منه.يقرر الأمير مودود اقتحام القبيلة فيهدده غريغور بقتل كل من فيها فلا يبالي.يذهب صلاح الدين للأمير مودود ويطلب منه عدم اقتحام القبيلة مقابل التابوت.يأخذ كاراتكين التابوت من الصليبيين ويتبعه صلاح الدين والصليبيين.يحدث اشتباك بين كاراتكين ورجاله وجنود الصليبيين ويصاب كاراتكين إصابات بالغة، وينقذه صلاح الدين.يكشف أمر صوفيا أثناء محاولتها تهريب عائلة صلاح الدين وتمسك أسيرة معهم.يتفق الأمير مودود مع صلاح الدين على خطة أنه سيخبر أفرام بالاتفاق وصلاح الدين يدخل للقبيلة. ويضع الأمير مودود السيف على رقبة أفرام. ينقذ صلاح الدين القبيلة ويفقأ عين غريغور ويهرب غريغور.يترك الأمير مودود أفرام يذهب ولا يعطيه التابوت.يحضر الأمير مودود زعماء القبائل ويأمرهم بالاستقرار حولة قبيلة غزة ويعين كاراتكين سيد الأسياد ويأمرهم بالاستقرار في قبيلة غزة مع اعتراض صلاح الدين.يأسر أفرام السلطان نور الدين وشيركوه والوزير عماد أثناء رجوعهم من المدينة ويأخذهم للقدس.يذهب أفرام والملكة فيكتوريا لمساومة الأمير مودود على التابوت مقابل السلطان، وقد رفض السلطان كتابة رسالة بتسليم التابوت.حاول صلاح الدين إقناع الأمير مودود بعدم تسليم التابوت لكنه رفض، ووقع في فخ أفرام وأخذ منه التابوت وأصابه وأنقذه رجال صلاح الدين.استعان صلاح الدين بأصحاب السر وجاسوسه مصعب الموجود في القدس لإنقاذ السلطان نور الدين أثناء قتله على يد غريغور.هرب السلطان نور الدين وخرج من القدس وتبعه غريغور والجيش ونجح عدة مرات من الفرار منهم. يقبض على صلاح الدين ويصاب السلطان بعدة أسهم ويسقط في النهر، ويصاب كل محاربي صلاح الدين. تنقذ السيدة عصمت رجال صلاح الدين.يقفز صلاح الدين في النهر وينجو من غريغور بمساعدة مصعب العبد المتنكر في ظل الصليبيين.لم يتم العثور على السلطان نور الدين، ويقرر الأمير مودود تسليم السلطة لنفسه وتعترض السلطانة مليكة وصلاح الدي فيهددهم الأمير مودود بالقتل.يعثر صلاح الدين على آثار للسلطان فيتبعها، ويعلم غريغور أن السلطان لم يمت فيتبعه.يصل الصليبيين إلى السلطان، لكن جنود الأمير أمالريك أخو الملكة فيكتوريا يأخذوه منهم.يحاول جنود أمالريك الهروب من صلاح الدين وغريغور لكن صلاح الدين يصل قبلهم للسلطان وينقذه.يطرد الأمير مودود السلطانة مليكة والوزراء المقربين للسلطان نور الدين من القصر، ويذهبوا إلى السيدة عصمت.تقرر السيدة مليكة سحب الجنود التابعة لها من الجيش ومقاتلة الأمير مودود بعدما حرضتها الملكة فيكتوريا.تستعد الملكة فيكتوريا مهاجمة الشام مستغلة تقاتل الأمير مودود والسلطانة مليكة.يحرر أهل غزة القبيلة من يد كاراتكين ويحاول توران شاه فرض سيطرته علىها.يعلم السلطان بأن الشام خالية من الجنود وأن الملكة فيكتوريا تتجه للاستيلاء عليه فيقف هو وصلاح الدين في وجه جيشها.يتفق الشيخ عمر الملا مع مصعب بأسر أفرام حتى يتراجع جيش الملكة وإنقاذ المدينة والسلطان، وقد فعل.تراجعت فيكتوريا عن الاستيلاء على الشام لكنها ضاقت ذرعاً من أفرام، وقررت أن تعمل هى وغريغور ضده.جمع أفرام اليهود ليهجم على الشام بقوة التابوت لكن غريغور سرقه منه.قتل غريغور مصعب وبارس رجال صلاح الدين، وتقابل معه صلاح الدين وقتله وأخذ منه التابوت.تابع أفرام رجال صلاح الدين وأخذ منهم التابوت، لكن صلاح الدين خدعه وأعطاه تابوت مزور به بارود وانفجر.قرر الجنود اليهود الانسحاب بعد تدمير التابوت.استدعى أفرام برنارد ليحل محل غريغور وقد كان شخص دموي.قرر السلطان نور الدين غزو غزة في يوم زفافه على السيدة عصمت للتمويه.خرج السلطان نور الدين بجيشه مع صلاح الدين لفتح غزة، وقرر برنارد استغلال خروج الجيش والاستيلاء على الشام.رفض الأمير مودود طلب السلطان بإرسال جنود تحمي الشام.دخل صلاح الدين متسللاً لغزة ووقع في فخ برنارد.دخل برنارد الشام واستولى على القصر وقتل السلطانة مليكة وأسر السيدة عصمت والنساء. يحتل برنارد الشام ويأسر النساء وتصاب السلطانة مليكة إصابة بالغة وتنقذها السيدة عصمت.طلب السلطان نور الدين من شيركوه إنقاذ الشام، بينما هو يتسلل لغزة لإنقاذ صلاح الدين ورفاقه وفعل وأنقذهم.علم السلطان بأن الأمير مودود لم يرسل جنود الدولة للحفاظ على المدينة فسحب منه معظم جنوده.أمهل برنارد السلطان نور الدين يوماً واحداً إما يبايعه أو يقتل جميع النساء الأسرى.دخل كاراتكين لطلب إطلاق سراح أخواته، لكن زج به في السجن فحاول الهرب لكنه لم ينجح.وضع صلاح الدين خطة للتسلل داخل الشام عبر ممرات المياة وطلب من الشيخ عمر أخذ الأسرى للتكية لانقاذهم.حذر صلاح الدين توران شاه بالعمل بمفرده، وكذلك حذر السلطان نور الدين الأمير مودود العمل بمفرده للحفاظ على الأسرى لكنهما لم يستجيبا، وكشف أمر خطة صلاح الدين وتم التشديد على الأسرى.إزاد الوضع سوء بين السلطان نور الدين والأمير مودود فاستغل ذلك برنارد وطلب صداقة مودود مقابل إعطائه الشام ويقف ضد أخيه السلطان.دعم برنارد مودود بجنود بزنطيين لدخول الشام وإظهاره أنه من حررها.وضع صلاح الدين خطة مع السلطان نور الدين، فيدخل السلطان ويتظاهر أنه سيبايع برنارد ويتسلل صلاح الدين ورجاله دخل القلعة وشيركوه ينتظر إشارة منهم بالجيش خارج المدينة.نجحت خطة صلاح الدين في البداية وأنقذوا الأسرى لكن الأمير مودود وقف في طريق شيركوه والجيش ومنعهم من التقدم، فتم محاصرة الأسرى النساء والسلطان نور الدين وصلاح الدين ورجاله من قبل برنارد والملكة. ينقذ السلطان نور الدين الشيخ عمر الملا وكاراتكين، وينقذ صلاح الدين محاربي الثغور ويخرجوا جميعاً سالمين ويتجهوا لقبيلة غزة.يأتي الأمير السلجوقي دولات وقد هدد السلطان نور الدين بمبايعة السلاجقة وإلا سيدعم الأمير مودود في حكم الشام فيرفض السلطان نور الدين.يقرر السلطان نور الدين حصار الشام، ويذهب صلاح الدين ورجاله لأخذ أدوات الحصار من عسقلان ويتغلب على رجال الأمير مودود.يذهب صلاح الدين إلى قبيلة البوريين لأخذ الحديد فيعطيه له كاراتكين مقابل الذهب، لكن الأمير دولات يأتي ويمنع كاراتكين فيستجيب له.ينصب أفرام فخ لرجال صلاح الدين أثناء نقل أدوات الحصار ويدمرها.يتنكر برنارد وجنوده في زي جنود السلطان نور الدين ويهجم على الأمير دولات، فيقرر الأمير دولات محاربة نور الدين ويستدعي جيشه ويدعم مودود.يجتمع كل أعداء نور الدين ضده فيقترح عليه صلاح الدين مواجهة الأمير مودود وجيشه في حرب العرش خارج الشام، بينما يسلل صلاح الدين والثغور إلى الشام ويحرره.يخرج الأمير مودود بجيشه ويخرج معه برنارد بجنوده ليدعمه من بعيد، ويترك أفرام ومجموعة صغيرة من الجنود لحماية الشام.يطلب الأمير دولات من كاراتكين اللحاق بالأمير مودود ودعمه فيوافق.تنجح خطة صلاح الدين في التسلل للشام وتدعمه النساء ويحرر القصر ويقتل أفرام.يحاول برنارد اللحاق بالشام لكن يقطع طريقه كاراتكين ورجاله لمحاسبته على أسر أخوته، ولم ينضم للأمير مودود.ينتصر السلطان نور الدين على الأمير مودود ويخنقه بقوسه.ترفع أعلام الزنكين على الشام ويحررها صلاح الدين. أتت والدة السلطان نور الدين وتوسطت ليسامح الأمير مودود ففعل وسحب منه جيشه وأبقاه تحت الإقامة الجبرية في عسقلان.بعدما حررت الشام يستعد السلطان نور الدين وصلاح الدين لفتح غزة.أرسل الأمير دولات رجاله للقبض على كاراتكين لعدم تنفيذ أمره بالانضمام لجيش مودود فأنقذه صلاح الدين وأخذه لقبيلته لحمايته.طلب برنارد من الأمير دولات حماية غزة فوافق وأصبحت تحت رعاية السلاجقة حتى لا يهاجمها نور الدين.ينتظر الأمير دولات ابنه أتتمش بجيشه لحماية غزة، لكن السلطان نور الدين وصلاح الدين يقررا الهجوم ليلاً قبل حضور جيش أتتمش.علم برنارد بعزم السلطان نور الدين فقرر إشعال النار بينه وبين الأمير دولات، فقتل ابنه وهو متنكر في زي الزنكيين.علم صلاح الدين بخطة برنارد وذهب لحماية أتتمش لكنه لم يلحق به، وجاء الأمير دولات فرأى صلاح الدين ورجاله عند جثته ابنه واتهمه بقتله.قرر الأمير دولات محاصرة الشام ومحاصرة قبيلة صلاح الدين وأخذ أخته السلطانة مليكة رهينة مقابل تسليم صلاح الدين له.لم يعد صلاح الدين للقبيلة وقرر الدخول للقدس متنكراًَ والقبض على برنارد ومثوله أمام الأمير دولات والإعتراف بجرائمه.كشفت أخت برنارد الآتيه لحضور زفاف الملكة على برنارد خطة صلاح الدين، فانتظره برنارد في القدس.فهم صلاح الدين أن برنارد كشف أمره، فغير الخطة وقد شاركه كاراتكين في الخطة متنكراً في هيئة ساحر لإحياء العرس.حينما ظن برنارد أنه أمسك بصلاح الدين فجر صلاح الدين عربة في ساحة العرس.يستدرج صلاح الدين برنارد خارج القدس ليمسك به، لكن برنارد نصب له فخاً بالاستعانة مع الأمير دولات.أسر دولات صلاح الدين وكاراتكين والمحاربين وأخذهم ليقتلهم أمام نور الدين.وضع صلاح الدين خطة وأشار للسلطان نور الدين أن يوافق على مبايعة الأمير دولات لكسب الوقت.أخذ الأمير دولات الأسرى لمعسكره وكانت خطة صلاح الدين تدمير آلات الحرب وإنقاذ السلطانة مليكة.اتفق صلاح الدين مع كاراتكين أن يشعل النار في الآلات وينقذ السلطانة، وهو يستدرج برنارد الذي جاء ليحذر دولات من فخ قد يقع فيه من صلاح الدين.ينقذ الأمير مودود برنارد من يد صلاح الدين، ويخبر صلاح الدين السلطان.يقرر السلطان القبض على مودود لكنه يهرب ويلجأ إلى غزة عند برنارد، ويرسل رسالة لكل من يتبعه في الجيش للانضمام إليه لإنشاء إمارته الخاصة.يقترح صلاح الدين على السلطان بحبس كل من يريد الانضمام لمودود، وإرسال جنود تابعين للسلطان نور الدين لإيقاع الأمير مودود في الفخ.يرسل برنارد معدات الحرب للأمير دولات، ويأتي السلطان نور الدين ويرفع السيف على الأمير دولات ويطلب منه الإنتظار حتى يأتي صلاح الدين بالأمير مودود ليعترف على برنارد .يمسك صلاح الدين بمودود، فيأتي برنارد لينقذه لكن صلاح الدين قد نصب له أيضاً فخاً للإمساك به.يتم الإمساك بالأمير مودود، ويهرب برنارد من يد صلاح الدين ويتم الإمساك بأحد رجاله.يعترف الأمير مودود ورجل برنارد على برنارد أنه هو من قتل ابن دولات.أعطى الأمير دولات معدات الحرب التي حصل عليها من برنارد للسلطان نور الدين.عفى السلطان نور الدين عن أخيه مودود وأعطاه جنوده وعسقلان وتركه لضميره ربما يعود للحق.عقدت الملكة اتفاق مع دولات، فيوقف غزو نور الدين على غزة مقابل الإفراج عن كل المسلمين المظلومين في القدس وتكون غزة تحت تصرفه فيوافق السلطان نور الدين مبدئياً.يتحد برنارد مع الفاطمين الذين يريدون خضوع العالم الإسلامي تحت سيطرتهم للقضاء على نور الدين المنافس لهم والتابع للدولة العباسية.يقتل برنارد الأمير دولات ليجبر الملكة على الاتفاق مع الفاطمين.يجمع السلطان نور الدين أمراء المسلمين التابعين للدولة العباسية ليتحدوا ضد الصلييبين والفاطمين.لم يكن الإمراء على وفاق مع السلطان نور الدين، وأتى مبعوث الفاطمين ليطلب منهم جميعاً أن يخضعوا لأميرهم فقتله صلاح الدين.رفض الأمراء التعاون مع نور الدين فقرر غزو غزة بجيشه فقط.هجم نور الدين وصلاح الدين غزة، ووقف الأمير مودود بجيشه وجميع أمراء الدولة العباسية في وجه الفاطمين بعد أن جمعهم الشيخ عبد القادر الجيلاني ومنعوا تقدم الفاطميين لدعم برنارد. وفتحت غزة وهرب برنارد.تقبض الملكة فيكتوريا على برنارد لقتله بأمر من البابا لكنه يتغلب على الوفد القادم لقتله ويقتلهم.يأتي الأمير أرسلان شاه حامي الخلافة العباسية من العراق وزوجته البورية ليحاسب السلطان نور الدين وصلاح الدين على طرد مندوبه في مجلس الأسياد.يستقر الأمير أرسلان شاه وزوجته في قبيلة البوريين رغماً عن السيدة عصمت وكاراتكين.يستمر الوزير ملهم التابع للفاطميين في دعم برنارد.يستدعي برنارد جيشه من طرابلس والشام ويجبر الملكة فيكتوريا على الوقوف معه.يطلب السلطان نور الدين من أسياد الأتراك البقاء في القصر حتى يتغلب صلاح الدين على جيش برنارد.يستدعي الأمير أرسلان شاه الأسياد فيخرجوا دون إخبار السلطان نور الدين وقد نصب لهم برنارد فخاً وأسرهم جميعاً.طلب برنارد من السلطان نور الدين غزة مقابل الأسياد فرفض.تسللت ثريا إلى القدس لمعرفة مكان الأسياد وعرفت أنهم قرروا إرسالاهم لمصر مع الوزير ملهم.عرف الوزير ملهم أن ثريا خدعته فألقى عليها سهم قاتل وماتت.قطع صلاح الدين طريق الوزير ملهم أثناء تهريب الأسياد لمصر، بعدما تغلب على فخ برنارد.تبع الأمير أرسلان شاه صلاح الدين ليأخذ الأسياد قبله، وكذلك كاراتكين لكن إليسا أخت برنارد حاصرت كاراتكين ورجاله.يقتل صلاح الدين الوزير ملهم، لكن برنارد يلحق به ويأخذ الأسياد.يستولي الأمير أرسلان شاه على غزة، ويهدده السلطان نور الدين بتسليمها ومغادرة أراضيه.يحاول الأمير أرسلان شاه أخذ الأمير مودود في صفه لكنه يرفض ويهدده.يتفق الأمير أرسلان شاه مع برنارد على مقايضة الأسياد مقابل غزة، لكن كل منهما يخدع الأخر ويريد الحصول على الإثنين.يخطط صلاح الدين مع أخيه توران شاه بالتظاهر أنه مع أرسلان شاه ليسهل دخول صلاح الدين ورجاله داخل غزة لتحريرها، ومجموعة أخرى من المحاربين تحرر الأسياد أثناء المقايضة.يحاول كاراتكين الهروب أكثر من مرة بالسادة وفي أخر مرة يفترقوا.يصل خبر لصلاح الدين أن السادة هربوا بمساعدة كاراتكين، فيترك غزة لتوران شاه والمحاربين ويذهب وحده خلفهم.يعلم الأمير أرسلان شاه وبرنارد أثناء المقايضة أن الأسياد هربوا فينطلق الجميع خلفهم.يصل محاربي الثغور للأسياد لكن الأمير أرسلان شاه يقطع طريقهم.يلحق برنارد بكاراتكين عند الهاوية ويصاب كاراتكين ويأتي أحد جنود الأمير أرسلان شاه ويطلق السهام على كاراتكين فيسقط في الهاوية، وقد وصل صلاح الدين من بعيد ورأه أثناء سقوطه. يأتي الأمير أرسلان شاه ومعه الأسياد إلى قبيلة البوريين، فتقابله السيدة عصمت وتوبخه على حضوره قبيلتها بعد إحتلال غزة، ويخبرها بموت أخيها.اتضح أن نية الأمير أرسلان شاه من قتل كاراتكين لإظهار السلطان نور الدين أنه لم يستطع حماية كاراتكين والأسياد و الاستيلاء على القبيلة والاستقرار فيها.اتحد الأسياد وزعماء قبيلة البوريين مع الأمير أرسلان شاه ضد السلطان نور الدين.بحث صلاح الدين عن جثة كاراتكين فلم يجدها، وشك الجميع أنه مازال على قيد الحياة.تبع صلاح الدين وبرنارد رامي السهام على كاراتكين وأمسك به برنارد واتضح أنه تيمور بن أخ أرسلان شاه.هدد برنارد الأمير أرسلان شاه بابن أخيه وطلب منه صرف اهتمام الأسياد من الانتقام منه واستعادة غزة مرة أخرى.حفز أرسلان شاه الأسياد على استرجاع غزة والاستقرار بها وأشعل الفتنة بينهم وبين السلطان نور الدين.تدخل الأمير مودود في الأمر وقتل أحد الأسياد، فاشتعلت العداوة وقرروا مواجهة السلطان نور الدين.حاول السلطان نور الدين وقف الحرب لكنهم لم يقتنعوا فقرر محاربتهم.تتبع صلاح الدين وبرنارد أثر كاراتكين، وقد أنقذه أحد رجاله وأخذوا باتجاه الجبل.نصب رجال كاراتكين فخاً لكل من برنارد وصلاح الدين داخل مغارة وسمموهم بالغاز، وأرسلوا بعض رجالهم ليتخلصوا منهم.حاول كاراتكين الرجوع للقبيلة لكن رجاله لم يوافقوا، وحاول أيضاً إيقناعهم أن صلاح الدين معه ولم يقتنعوا.قطع الشيخ عمر الملا طريق كاراتكين ورجاله، فطلب منه كاراتكين إنقاذ صلاح الدين. ينجو صلاح الدين وبرنارد من فخ رجال كاراتكين.يصل صلاح الدين لكاراتكين ويطلب من رجاله تسليمه له لكي يوقف الفتنة ويأخذه وينطلق.يخبر السلطان نور الدين الأسياد بأن الأمير أرسلان شاه هو من حاول قتل كاراتكين.يأتي كاراتكين وصلاح الدين إلى الساحة ويخبر كاراتكين الجميع بأن أرسلان شاه هو من أمر بقتله لكنه لم يثبت ذلك.ينسحب الأسياد من الساحة ويقرروا العودة لديارهم ونقض التحالف مع نور الدين، فيحاول صلاح الدين إثناءهم عن الأمر فيرفضوا.يأتي رجال الوزير شاور من مصر للاستغاثة بنور الدين ضد الوزير درغام، فيوعدهم بالإجابة.يقرر السلطان نور الدين للذهاب للخليفة ليشكوه أرسلان شاه فينصب أرسلان شاه له فخاً ليقتله.اتضح أن السلطان نور الدين هو من نصب فخاً لأرسلان شاه ليكشفه أمام السادة، ووعده إن اعترف فسيتركه يذهب، وحدث ما اتفقوا عليه وذهب أرسلان شاه من المنطقة.منعت الملكة فيكتوريا برنارد من دخول القدس حتى يرجع غزة مرة أخرى.هجم برنارد على غزة لكن صلاح الدين تصدى له وقتله.قتلت فيكتوريا أخت برنارد وقررت عقد صلح مع نور الدين.اتحد الأسياد مع نور الدين مرة أخرى وتجهز الجميع لفتح القدس.أتى الأمير أمالرك إلى القدس وقتل أخته فيكتوريا وتولى حكم القدس.أرسل أمالرك رسول للسلطان نور الدين يعرض عليه الصلح وإلا سيقتل كل المسلمين في القدس.أتت رسالة للسلطان نور الدين من مصر فأمر شيركوه بالتوجه هو وصلاح الدين والجنود إلى مصر، وأجل فتح القدس.هجم مجهولون على صلاح الدين أثناء ذهابه للقصر وأصابوه بسهم مخدر وأخذوه.

### الموسم 2
- اعلى اليسار: علم مملكة القدس الصليبية وتم ذكر العلم المذكور أدناه في المسلسل.
- اعلى اليمين:السَّواد، وهو شعارُ بني العبَّاس في بغداد،[21] اتخذه الزنكيُّون رايةً لِلدلالة على تبعيَّتهم لِلخلافة العبَّاسيَّة وتم ذكر علم مختلف عن العلم المذكور أدناه.
- اسفل اليسار: علم الدولة الفاطمية ولم يُذكر علم الدولة الفاطمية في المسلسل نهائيًا.
- اسفل اليمين:علم الدولة الأيوبية في عهد صلاح الدين الأيوبي وتم ذكر العلم المذكور أدناه في المسلسل.

يتضح أن من هجم على صلاح الدين هو الكونت مايلز بأمر من ويليام مساعد الملك أمالريك دون علم الملك وألقاه في بئر.الكونت مايلز هو رئيس الوحدة السرية الذاهبة للقاهرة لدعم الوزير ضرغام.أتى أحد الأشخاص يدعى باليان مسيحى وأنقذ صلاح الدين من البئر.انتصر الوزير ضرغام على الوزير شاور، واستعان شاور بالسلطان نور الدين بواسطة القاضي فاضل.أرسل السلطان نور الدين شيركوه والقائد ياروكي لمساعدة شاور في السر، ودخل القاضي فاضل وأظهر الولاء لضرغام ليأتي لهم بالأخبار.وذهب السلطان نور الدين بجيشه للقدس لتهديد الملك أمالريك أثناء تتويجه ملكاً.أسر تاجر يدعى إليسع صلاح الدين وباليان وأخذهم للقاهرة، فرأهم رجال كاراتكين وأخبروا القصر.ذهب كاراتكين للانضمام لشيركوه وإخباره أن صلاح الدين في القاهرة.أدخل التاجر إليسع صلاح الدين ورفيقه إلى عرض قتالي أمام الوزير ضرغام وانتصروا على الجميع.طلب الوزير ضرغام منهما قتال بعضهما.تعرف صلاح الدين على رفيقه وقد كان حاكم مسيحي اسمه باليان، وعرف باليان أن الذي أمامه هو صلاح الدين.تقاتلا الاثنين على خلفية احتلال القدس وكل منهما يريد أن يخنق الأخر.يحاول القاضي فاضل وقف القتال، فيذهب لأسيرة تدعى شمسة تبغض الوزير ضرغام ولا تعترف بأسرها وترفض هذا القتال لتساعده في وقفه.وينجو صلاح الدين وباليان من القتال بمساعدة شمسة.يحاول صلاح الدين الخروج من القاهرة ومعه العبيد فيواجهه الكونت مايلز ويتقاتلان ويقتله صلاح الدين.ويأتي شيركوه وشاور للقاهرة لإنقاذ صلاح الدين والانتقام من ضرغام وينتصرا عليه.ويخبر الكونت هوغ حاكم إبلين وأخو باليان بأن هناك ذهب خاص بالمسلمين المهاجرين إلى مصر في قلعة باغراس.يذهب كل من صلاح الدين وباليان وشمسة لقلعة باغراس للإحضار الذهب.يساعد اللورد جيوم صلاح الدين في القلعة للحصول على الذهب تنفيذ وصية الكونت هوغ قبل موته.يرسل السلطان نور الدين ياروقي والأمير مودود لفتح قلعة باغراس.يخرج صلاح الدين ومن معه بسلام من القلعة ومعهم الذهب.يأتي دعم من الملك أمالريك إلى قلعة باغراس بقيادة اللورد غي.يتشاجر ياروقي مع صلاح الدين لإعاقة فتح القلعة ويشتكيه للسلطان، وينتظر السلطان صلاح الدين في الشام لتبرير موقفه.يأخذ اللورد غي اللورد جيوم صهر الملك أمالريك للملك في القدس لمحاسبته على خروج الذهب من القلعة فيحبسه الملك لحين عرضه على المحكمة.تحاول سيبيلا زوجة جيوم وابنة الملك أمالريك إخراجه من السجن فتستعين بباليان الذي رجع عن قراره في الهجرة لأوروبا وعاد إلى إبلين  لتنفيذ وصية أخوه في حكمها حتى لا تقع تحت حكم ملك القدس.يحاول الوزير شاور تقليب المصريين على الزنكيين حتى يحصل على الذهب الذي أتى به صلاح الدين وإخراج الزنكيين من مصر.يقتل والد الطبيب لطيف أحد المسلمين المهاجرين ويتهم في قتله القائد محمود الذي يرفض وجود الزنكيين ويهاجم الوزير شاور.وبتجمهر أتباع القائد محمود فيخرج كل من الوزير شاور والقاضي الفاضل وصلاح الدين وشيركوه لهم فيطلق سهم من بعيد في اتجاه الوزير شاور فيفديه القاضي الفاضل ويدخل فيه السهم. و ينجو القاضي الفاضل من الموت ويسعى لوأد الفتنة.يسعى الوزير شاور للحصول على الذهب الذي خبأه ضرغام دون معرفة أحد.يعود باليان لاستعادة حقه في ملك إبلين ، وتطلب منه سيبلا مساعدتها لانقاذ زوجها.يعود صلاح الدين للشام ويقابل السلطان نور الدين.تصل رسالة من القاضي فاضل لصلاح الدين أن الوزير شاور خرج سراً لأخذ الذهب المخبأة من قبل ضرغام.يرسل السلطان نور الدين شيركوه والأمير مودود ويرفض ذهاب صلاح الدين، فيطلب صلاح الدين الذهاب للثغور.يهرب الوزير شاور ويحصل فريق السلطان نور الدين على الذهب.يهجم الشاتيوني التابع للكونت غي على مقام مقدس في غزة ويقتل أهل القرية.يطلب السلطان من صلاح الدين الذهاب لغزة لمعرفة الجاني.يغضب الملك أمالريك لأنه سوف يتهم من قبل السلطان نور الدين بأنه الفاعل فيرسل باليان لصلاح الدين ليربئ الملك.يتحد صلاح الدين مع باليان لمعرفة الفاعل، وقد نصب الشاتيوني كمين لقتل المسحيين وإلصاق التهمة بالمسلمين، لكن صلاح الدين كان ينتظرهم.يمسك بلوكاس مساعد شاتيوني ويسأله صلاح الدين من المحرض فيقول الملك أمالريك ويقتله شاتيوني من بعيد بسهم.ويظهر شاتيوني وبجانبه الكونت غي أمام صلاح الدين لإلصاق التهمة بالملك أمالريك لتقام حرب بينه وبين السلطان نور الدين.يخطط الكونت غي بالتخلص من الكونت غيوم صهر الملك أمالريك، فيرسل شاتوني إلى القاهرة للقبض على صلاح الدين والتخلص من باليان حاكم إبلين.يأخذ الكونت غي صهر الملك عموري إلى بورصة لأخذ القمح ويقتله بخدعة أن رجال نور الدين هم من قتلوه، فيجهز الملك جيشه الكبير والذهاب لمصر.يخرج شيركوه بجيشه باتجاه مصر لتحريرها من الوزير شاور لكن الملك عموري يسمم الماء الذي في طريقهم فيسمم الجيش كله.يستدرج شاتيوني صلاح الدين حتى يقابل جيش الملك عموري بحفنة من محاربيه.يعطي صلاح الدين لباليان سيفه ويتركه ليذهب في اتجاه جيش الصليبيين، ويقرر مواجهة الجيش الكبير هو ومحاربيه. وينقذ كاراتكين الأمير شيركوه والجيش ويلحق بصلاح الدين ويتقابل الجيشان.يهاجم السلطان نور الدين أحد القلاع التابعة للملك عموري ويستولي عليها.يصل الخبر للملك عموري أثناء المعركة فيقرر الإنسحاب لحماية القدس.يصل جيش شيركوه إلى مصر ويقتل الوزير شاور فيقرر ابنه كامل الانتقام لوالده.يوقع الخليفة الفاطمي فتنة بين الأمير شيركوه والقائد ياروقي ويقرر الموافقة على تعين ياروقي وزيراً لمصر.يعلم الأمير شيركوه أن هناك فتنة ستحدث فيقرر إعتلاء عرش مصر إلى حين وصول مرسوم السلطان نور الدين.يطلب الخليفة من جوهر قطع طريق الأمير مودود والذي يحمل المرسوم لمصر، فيرسل صلاح الدين كاراتكين لانقاذ الأمير مودود.يحصل الكونت غي على مراده بتعينه قائد لجيوش الملك عموري.يحاول باليان والكونت وليم والأميرة سيبيلا معرفة هل الكونت غي متورط في قتل الكونت غيوم بواسطة الأمير بلدوين.يقرر ياروقي مهاجمة القصر فيحاول صلاح الدين إعاقته حتى يصل المرسوم.يصل الأمير مودود وتقام مراسم تنصيب الأمير شيركوه لكن كامل ابن الوزير شاور يطعن الأمير شيركوه ويموت بعدما أوصى صلاح الدين بتحرير القدس.يموت شيركوه ويتولى صلاح الدين وزارة الدولة الفاطمية.ينفي صلاح الدين الكونتستة ميلا إلى مدينتها الكرك بحكم القاضي، ويرفض أمر السلطان نور الدين بأخذها أسيرة.يأخذ باليان حكم إبلين بمساعدة صلاح الدين فيغضب عليه الملك عموري.يتقدم شاتيوني بطلب الزواج من ميلا ليحكم الكرك بموافقة الملك عموري.تطلب ميلا المساعدة من صلاح الدين للتخلص من شاتيوني فيخرج بمحاربيه ليقطع طريقه.يقطع ياروقي طريق صلاح الدين بأمر من السلطان نور الدين لإحضاره للقصر.قطع ياروقي طريق صلاح الدين بأمر من السلطان نور الدين وقد كان صلاح الدين يريد اللحاق بشاتيوني قبل وصوله للكرك والزواج من ميلا فلا يستطيع.يتشاجر صلاح الدين مع ياروقي ويضربه لإفلات شاتيوني من يده وزواجه من ميلا وحصوله على حكم الكرك.يذهب صلاح الدين للسلطان نور الدين ويعاتبه السلطان لعدم تنفيذ الأوامر، فيقدم استقالته ويرفضها السلطان.يطلب السلطان نور الدين أن يعتذر صلاح الدين من ياروقي فيفعل، ويطلب منه الذهاب معه لمصر بأمر من السلطان نور الدين فيوافق.يقطع الملك عموري كل الطرق أمام تجارة باليان لتعاونه مع صلاح الدين فيلجأ للسلطان نور الدين.يأتي تاجر يدعى راكيف أكبر تجار القاهرة ويتحالف مع شاتيوني بعدما قطع الثاني التجارة بين القاهرة والشام.يظهر راكيف نفسه بأنه المنقذ ويتحدى صلاح الدين.يدمر صلاح الدين تجارته ويدعوه لمبايعته، لكن راكيف يقوم بخديعة بسحب محاربي صلاح الدين لقصر الخليفة ويشعل النار فيه ويتهم رجال صلاح الدين بالحريق.يتحول قصر الخليفة إلى فوضى عارمة. ويتهم صلاح الدين ومحاربيه بالتخطيط لسرقة أموال الخليفة.ويقتل كاراتكين جوهر.يأمر السلطان نور الدين بإلقاء الخطبة باسم الخليفة العباسي فيقتل التاجر راكيف الأمير مودود.يتم أسر محاربي الثغور وياروقي في قلعة الكرك عند شاتيوني. ينقذ بوري أخوه صلاح الدين من هجوم اللورد غي والتاجر راكيف ويأسر صلاح الدين راكيف ويهرب غي.يقرر الخليفة الفاطمي إعدام كاراتكين بعد إعترافه بقتل جوهر، ولكن يصل صلاح الدين وينقذه.يقرر صلاح الدين قتل راكيف لكنه يخبره أن رجاله وياروقي أسرى في الكرك وحياته مقابل حياتهم.يطلب صلاح الدين من السلطان نور الدين بالموافقة على التبادل، على أن ينصب فخ لراكيف ويتم القبض عليه مرة أخرى للقصاص منه بعد قتله الأمير مودود.يكلف بوري بإسترداد راكيف بعد التبادل لكنه يخطفه بعد علمه أن باع اثنين من رفاقه.يأخذ راكيف بوري لخان ويخدعه أن التاجر الذي باع رفاقه هناك.يصل صلاح الدين للخان وتنقذ إحدى الفتيات راكيف ويتضح أنها ابنته، وقد سممت الخليفة الفاطمي في موقف سابق.يصل اللورد غي أيضاً للخان ويشتبك مع رجال صلاح الدين في الخارج.يلوم صلاح الدين أخيه بعدما ضمنه عند السلطان نور الدين لكنه خزله.ويعطي السلطان نور الدين فرصة أخيرة لصلاح الدين لإحضار التاجر راكيف.يهرب التاجر راكيف ويصل للقدس مع اللورد غي، ويدمر الأسطول البحري للسلطان نور الدين في اللاذقية بمساعدة التاجر نزار.يجهز الملك عموري لزفافه من ابنة أخ الإمبراطور البيزنطي ماريا كومنيوس، فيخطط صلاح الدين لقتل التاجر راكيف في يوم الزفاف.تأسر سايرا ابنة راكيف بوري لكنها تطلق سراحه بعدما أنقذها من فخ الذئاب.تعرف سايرا من أبيها أن أصدقاء بوري جوكبوري وكراكوش محتجزان في قلعة إيلة الصليبية.كانا جوكبوري وكراكوش في مهمة في قرطبة قبل أسرهما ويعمل أحدهما مهندس والأخر عسكري.يدخل المحاربين للزفاف بواسطة التاجر إليسع بعد تعاونه مع صلاح الدين.يتفق صلاح الدين مع بوري أن يتسلل للقدس ويقع في الأسر متعمداً ويحرره إليسع وينتظر هروب راكيف ويقبض عليه أو يقتله.يوقع ياروقي بين السلطان نور الدين وصلاح الدين.تسير خطة صلاح الدين بسلاسة ويمسك بوري براكيف لكن ابنته تتدخل وتساومه على مكان أصدقاءه مقابل تركه والدها.يحاول المحاربين الخروج من القدس لكن أورفالي يغلق عليه الباب ويقتله اللورد غي ويحاول الباقي الهرب.يصل السلطان نور للدين لمكان صلاح الدين ويخبره أن المهلة انتهت وحان عقابه فيستسلم صلاح الدين له.يقتل بوري راكيف وتتولى ابنته التجارة من بعده في القاهرة لتنتقم لوالدها.تعود الثقة للسلطان نور الدين في صلاح الدين وأخيه لكنه يرسل ياروقي للقاهرة ليكون جاسوسه هناك.يشك باليان في التاجر إليسع ويخبر الملكة ماريا فتخطط معه لاستدراج رجال صلاح الدين وخداعهم.يرسل باليان رسالة لصلاح الدين أنه مع الملك عموري.تقيم الملكة اتحاد مع اللورد غي وتطلب من الملك تزويجه من ابنته فأعلن الملك أمالريك زواج ابنته من لورد غي. يرسل الملك أمالريك حملة علي مصر وقرر الانسحاب ولكنه انسحب مع جيشه بسبب أرسل صلاح الدين الطبيب لطيف لعلاج ابنه من الجذام ولم ينسحب جيش الإمبراطورية البيزنطية التابعين لماريا ولا فرسان المعبد التابعين لغي ويأتي جيش الزنكيين في الوقت المناسب ويهزم الصليبين ويحاسب الملك أمالريك زوجته ماريا وغي لعدم سماعهم أوامره ولاحقا يعفي عن ماريا وقرر إعدام غي وبعد ذلك أعلن الملك أمالريك زواج ابنته من باليان وليس لورد غي أرسل نور الدين صلاح الدين لجلب ابنه الصالح إسماعيل من حلب إلي دمشق ونصب غوموش تكين أمير حلب كمين لصلاح الدين وقتل ياروقي وأخذ الصالح إسماعيل إلي نور الدين،ويموت الملك أمالريك ويتم سجن غي ليقرر بلدوين مصيره ويري نور الدين ابنه قبل أن يموت.أوصى نور الدين زنكي بأن يكون صلاح الدين هو الوريث في الحكم، لكن بسبب العداوة بينه وبين صلاح الدين، قرر كتمان الوصية.رشّح كل من صلاح الدين وغوموش تكين أنفسهم لتولي الحكم بعد وفاة نور الدين، ليتجدد الصراع بين الطرفين حول من يستحق قيادة الشام في هذه المرحلة المصيرية ونتيجة لذلك تم إجراء انتخابات على الحكم، وأسفرت عن تعادل بين صلاح الدين وغوموش تكين.ذهب بوري لإنقاذ كاراكوش وكوكبوري من قلعة إيلة، لكنه وقع في الفخ الذي نصبته سايرا، فتم أسره وسُجن مع كاراكوش.يذهب كل من صلاح الدين وغوموش تكين إلى قلعة إيلة لإنقاذ بوري والأسرى. بعد ذلك، عرضت سايرا على بوري خوض مبارزة مقابل إطلاق سراحهم وإنقاذ الأسرى من القلعة.خاض بوري المبارزة وقتل المبارز الأول، ثم دخل المبارز الثاني، وتبيّن أنه كوكبوري صُدم بوري، خاصة بعد أن اتهمه كوكبوري بأنه استدرجه إلى قرطبة ليوقعه في فخ. لكن بوري أنكر ذلك تمامًا، وأصر على براءته من هذه التهمة.لاحق محاربو صلاح الدين بوري وتمكّنوا من إنقاذه هو وكاراكوش، بينما بقي كوكبوري داخل القلعة. بعد ذلك، عاد كل من صلاح الدين وغوموش تكين إلى الشام من جديد استعدادًا لعقد الجولة الثانية من الانتخابات.أسفرت الانتخابات عن تعادل بين صلاح الدين وغوموش تكين، وفي لحظة حاسمة، وصل كوكبوري – بصفته حاكم أربيل – ليصوّت لصالح غوموش تكين، مما رجّح كفته. وبهذا، أصبح غوموش تكين وصيًا على الحكم نيابةً عن الصالح إسماعيل.طالب الأمير قايماز غوموش تكين بالذهب مقابل دعمه له في الحكم، فوعده غوموش تكين بإرسال الذهب. وفي الوقت نفسه، استدعى غوموش تكين كوكبوري وطلب منه توزيع الذهب على الفقراء المسلمين، في محاولة لكسب ولاء الناس وتعزيز صورته كحاكم عادل.وصل عمر الملا وسأل غوموش تكين عن مصير الذهب، فأجابه غوموش تكين بأن الذهب مخصص للفقراء المسلمين. لكن عمر الملا لم يقتنع بتبريره.أما في القدس، فتنازل الملك بلدوين عن العرش بعد وفاة والده وترك العرش لسيبيلا، وقُتل أرناط لطيف، وأُلقي اللوم على ويليام وباليان. وأقنعت ماريا بلدوين ألا يتنازل عن العرش، ثم عاد الملك بلدوين عن الحكم وعفا عن غي، وتم سجن باليان وويليام بحجة قتل لطيف تمهيدًا لإعدامهم.يرسل عمر الملا رسالة إلى صلاح الدين بأن غموض تكين يفرغ خزينة الدولة.يعرض غي على سبيلا الزواج منه مقابل مساعدته لها في تهريب باليان وويليام، فتوافق، ويُهرَّب الأسيران الي إبلين.أرسل صلاح الدين بوري لإحضار الذهب، فتمكن بوري من أخذ الذهب من كوكبوري، مما أغضب كوكبوري، إذ اعتبر أن بوري سرق أموال الفقراء المسلمين.عاد بوري إلى غوموش تكين وأخبره بفشله في تنفيذ المهمة. وبعدها اتفق مع رجلٍ على نصب فخٍ لصلاح الدين، لكن الرجل خانه، وذهب إلى صلاح الدين ليخبره بأن كوكبوري هو من نصب الفخ البوري.ذهب صلاح الدين إلى المكان، ووُضع السيف على رقبته، ثم قام كلٌّ من صلاح الدين وبوري بتهدئة كوكبوري.وكان غوموش تكين يحاول جاهدًا نزع فكرة تحرير القدس من أذهان أهالي الشام، حتى أنه أمر كاراتكين بهدم المنبر.ثم قام عمر الملا بإصلاح المنبر، وبينما كان يأخذ استراحةً ليصلي، باغته غوموش تكين وقتله وهو ساجد، معلنًا أنه مسيحي، وأن جميع الأراضي الإسلامية ستؤول للمسيحيين.وصل خبر مقتل عمر الملا إلى صلاح الدين، فغضب بشدة، ووضع خطة محكمة لخلع غوموش تكين من الحكم وكشف تعاونه السري مع الصليبيين.انطلق كلٌّ من بوري وكوكبوري إلى قلعة إيلة، لإجبار قائدها على الكلام، وبعد محاولات مكثفة، اكتشف كوكبوري أن من قام بتعذيبه وسجنه لم يكن سوى غوموش تكين، الذي كان يخطط لأن يصبح عدوًا شرسًا للأيوبيين.أُشيع أن صلاح الدين قد قُتل على يد كوكبوري، وعندما وصل الخبر إلى غوموش تكين، سارع بإرسال قايماز ليكون نائبًا له في مصر. لكن رجال صلاح الدين كشفوا المؤامرة، ورفضوا تعيين قايماز، ثم ألقوا به في السجن. ومنذ ذلك الحين، ازداد ولاء كوكبوري لصلاح الدين، وأصبح من أكثر رجاله إخلاصًا.توجّه غوموش تكين إلى القدس طلبًا للدعم العسكري لغزو مصر، فاستجاب له بلدوين، وأرسل غي وشاتيون على رأس جيشٍ صليبي. في المقابل، كلّف غوموش تكين كوكبوري بقيادة جيشه، استعدادًا للمواجهة.صرّح كوكبوري أمام الجيش أن غوموش تكين خائن ويتعاون مع الصليبيين. وعندما تبدّل موقف الجيش الزنكي، وانضم إلى صفوف صلاح الدين، قرر غي وشاتيون التراجع والعودة إلى القدس. وأثناء عودتهما، تمكّن باليان من أسر شاتيون، ثم أرسله إلى صلاح الدين.وعندما عاد كوكبوري إلى الشام برفقة صلاح الدين وعدد من القادة، اجتمعوا واتفقوا على عزل غوموش تكين من الحكم، وتعيين صلاح الدين واليًا بدلًا منه.أصبح صلاح الدين نائبًا للصالح إسماعيل،وأمر صلاح الدين قايماز بالعودة إلى الموصل، وحذّره من أن يعادي الأيوبيين.في حين أُلقي غوموش تكين في السجن برفقة أرناط. وهناك، تآمر غوموش تكين مع مساعده كاراجا على مهاجمة قافلة الصالح إسماعيل، بالتعاون مع ميلا.وأخذوا الطفل مع المربية.أرسلت ميلا إلى صلاح الدين رسالة تطالبه بتسليم غوموش تكين لها وإعدام أرناط.وأطلق صلاح الدين سراح غوموش تكين، وبعد ذلك قام مساعد أرناط، هينوك، بتهريب أرناط من السجن وكان ذلك على علم صلاح الدين.لينشبوا في خناقٍ بعضهم البعض.بعدها هاجم أرناط قلعة الكرك، التي كانت تحت سيطرة ميلا، مع جنوده المخلصين.وعندما هربت ميلا، لاحقها شاتيون، ثم نصب صلاح الدين له فخًا وأسروه، ثم سلموه لباليان، وعاد ليُثبت براءته في القدس.يُكتشف أن بالدوين مفقود، وتم عقد زواج بين سيبيلا وغي لحماية أخيها بالدوين من غي الذي احتجزه في الدير.وعندما يرجع غوموش تكين، يجد صلاح الدين أمامه، فيهزم صلاح الدين غوموش تكين ويقطع كوكبوري رأسه.يستطيع بلدوين الهروب من الدير عن طريق الأسلاك الشائكة وقرر بلدوين إعفاء كل من باليان وويليام من حكم الإعدام.ضع صلاح الدين خطة لفتح بيت الأحزان.تأتي أم صلاح الدين فاطمة وزوجة صلاح الدين شمسة لتهنئة صلاح الدين بحمل زوجته. ولكن بلدوين هاجم معسكره وأطلق سهماً مسمماً على صلاح الدين، ويتم تهريب صلاح الدين بواسطة إليسع.يأسر الملك بلدوين الصغير ابن الملك عموري كل من والدة السلطان صلاح الدين وزوجته شمسة ويرسل رسالة للقصر للتفاوض.يحدث خلاف بين بوري والقاضي وأديسيز في التفاوض أو انتظار عودة صلاح الدين بعدما فقد وتم تسميمه.قطع أديسيز والمحاربين طريق بوري وكادوا يتقاتلون لولا تدخل كاراتكين الذي كان يبحث عن صلاح الدين.انسحب أديسيز ومحاربي الثغور وذهب بوري ومن معه ومعهم كاراتكين للتفاوض مع الملك بلدوين.أتى اللورد يوداس معلم باليان وطلب منه أن يحمي القدس من اللورد غي والطفل الذي يحكمها.اتفق الملك بلدوين مع بوري على تبادل الأسرى مقابل قلعة حارم والتي حررها السلطان نور الدين من قبل فوافق.سلم بوري القلعة وانتظر الأسرى لكن اللورد يوداس أخذهم بجنود ترتدي زي جنود صلاح الدين وكان معهم الأميرة سيبيلا أخت الملك بلدوين وأرسل رسالة لبوري أنه لن يسلم الأسرى.ظن الملك بلدوين أن بوري خطف أخته فقرر الهجوم على الشام وذهب بجيشه هناك.أتى اللورد يوداس بوالدة السلطان صلاح الدين وزوجته وأخبر بلدوين أنه قام بخدعة وطلب منه أن يطلب الشام مقابل الأسرى.أخذ أحد الشيوخ صلاح الدين ودواه في كوخه وانطلق للشام.فوجئ الملك بلدوين ومن معه بالسلطان صلاح الدين على رأس جيشه.تقاتل الفريقان ويقاتل صلاح الدين وباليان، وخطف اللورد غي الأسرى فلحق بهم بوري وقطعت طريقهم سايرا ابنة التاجر راكيف. واصل صلاح الدين توسيع الأراضي الإسلامية من خلال فتوحات متتالية شملت باغراس وبيت الأحزان وإيلة وحارم. ما لاحظته شمسة في شخصية صلاح الدين هو أنه يتمتع بحالة روحية سامية، تجاوز بها دنياه. ومع ذلك، بقي السلطان حريصًا على أداء حقوق الدنيا، فشرع باتخاذ إجراءات صارمة.أولًا، بدأ بمحاسبة وزرائه وأمرائه، متسائلًا: كيف آل حال أبناء السلطان نور الدين إلى هذا التنازع؟ فالزمن ليس زمن تفرقة، بل وقت لتنقية الأشواك التي تغطي جوانب المدينة المقدسة.وأكد السلطان على وجود عقبتين ملموستين ينبغي التغلب عليهما، وهما: إبلين والكرك. فقد آن الأوان لمواجهة إبلين، بعدما أصبحت القوة اللازمة لتسهيل الأمور في قلوبهم وأيديهم.تحرّك صلاح الدين لقطع طرق الإمداد المؤدية إلى إبلين. أما باليان، الذي أُصيب بجروح بالغة في المعركة، فأدرك أن بينه وبين صلاح الدين باتت حربًا دموية. من تلك اللحظة، لم يعد هناك مجال للعودة إلى الوراء: إما هو، أو السلطان صلاح الدين. فقد كان يرى أن الأراضي المقدسة ملك للمسيحيين، وهدفه إثبات ذلك أمام الجميع.وفي جانب آخر،أعطى صلاح الدين مهمة حساسة لبوري، وهي إغلاق جميع الطرق المؤدية إلى إبلين، لضمان إحكام الحصار ومنع أي تعزيزات أو إمدادات تصل للمدينة. وأمره صلاح الدين بشكل صارم بعدم مغادرة الموقع تحت أي ظرف، قامت سايرا بكسر قفل قلبها، وسلّمت المفتاح إلى بوري، وكأنهما على وشك الدخول في رحلة قلبية جديدة. وكما قال بوري: "سنهب كلماتنا لما يحمله قلبانا." لكن خطة ميلا أدّت إلى أسر سايرا. وعندما علم بوري بالأمر وتلقى خبر اختطافها، اهتزت مشاعره، وتوجّه إلى المكان الذي أُسرت فيه.في هذه الأثناء، أثارت فتوحات صلاح الدين قلقًا كبيرًا في محيط القدس، مما دفع باليان، بالتعاون مع يوداس، إلى تعزيز دفاعات إبلين. كما تحرّك غي وشاتيون لدعم التحصينات. وبينما كان يوداس يُخطط للتخلّص من صلاح الدين، استدرجت ميلا سايرا إلى فخّ أعدّه غي.وكانت سيبيلا عازمة على قتل غي، وتنتظر الفرصة المناسبة لتحقيق هدفها. وبالفعل، أطلق رجل مخلص لويليام سهمًا أصاب غي.واستطاع بوري أن ينقذ سايرا من غي.ويأسر صلاح الدين يوداس الذي اسره عندما يحاول تفجير الجسر الذي سيعبر عليه صلاح الدين مع جنوده وحاصر باليان وشاتيون مع جيشهم صلاح الدين ومعه بضعة جنود وينسحب باليان مع جيشه بشرط أن لا يقتل يوداس وقتل كلا من إدريس وعلي في المعركة وأقام صلاح معسكرًا قريبًا من إبلين تمهيدًا لفتحها ويضع خطة صلاح الدين مع بوري لخداع باليان وهي ان بوري سيعدم بسبب انسحابه من المعركة ويهرب من الإعدام ويحاول بوري ان يكسب ثقة باليان فيهرب يوداس من الأسر وذهبا الي إبلين ويهاجم البدو التابعين لسايرا القافلة المحملة بالسلاح والطعام وكان ذلك علي علم صلاح الدين ويخطط باليان معرفة مكان مراسم الدعاء قبل فتح إبلين وعرف انها قرية حصران ويشك ويليام ان غي ما زال علي قيد الحياة فيرسل جنود تابعين له لقتله فتتعقبه ماريا واستطعت ان تنقذ غي ويرجع سالما الي القدس واطلق باليان سهم علي صلاح الدين واتضح بعد ذلك ان صلاح الدين يرتدي درعا يحميه من السهم وهاجم الصليبيون المسلمين ويهرب يوداس فيلاحقه صلاح الدين وقتله أمام أعين باليان.تستمر لعبة السلطان صلاح الدين مع بوري.بوري قد كسب ثقة باليان.السلطان صلاح الدين مصمم، والحساب بينه وبين باليان سينتهي بفتح إبلين.من جهة أخرى يعلم باليان أن ألم يوداس لن يزول أبدًا.أما أمنية ماريا فهي أن لا يرتكب باليان أخطاء لا يمكن إصلاحها لكن صلاح الدين يتقدم بخطى ثابتة وحاسمة دون تردد.اتجاهكم إبلين فليكن فتحكم مباركًا لدى باليان خطط دفاعية قوية، بينما يبدو أن صلاح الدين قد أعد خطة هجومية محكمة.يأخذ السلطان إجراءات جديدة ضد خطة باليان الدفاعية فيأمر بصب النفط على الأرض لمنع جنوده من الوقوع في الفخاخ.بناءً على المعلومات الاستخباراتية القادمة من بوري، يعيد صلاح الدين صياغة هجومه على إبلين بحنكة أكبر واستطاع فتحها.الملكة ماريا قد علمت بخطة سيبيلا وويليام لقتل غي، وتستخدم هذه المعلومة كورقة ضغط ضدهم.لدى ماريا طلب ما وكما قال ويليام، سيفعلون أي شيء تطلبه.الوضع كما وصفته سيبيلا بينما كنا نحاول التخلص من غي، وقعنا الآن في فخ ماريا.وهذا ما حدث بالفعل.فخطة الاغتيال الفاشلة جعلت الأمور أكثر تعقيدًا لسيبيلا وويليام.لكن خطة ماريا ليست مخيفة إلى هذه الدرجة فهي تقول إن لديها مطالب مشتركة مع ويليام وسيبيلا، وتؤكد أن تحقيق ذلك يتطلب تعزيز قوة باليان السياسية.الملك بالدوين في حالة توتر شديد ويستدعي بوري إلى حضرته.غي الذي جاء كرسول إلى باليان، يطلب تسليم بوري.لكن باليان ليس لديه أي نية لتسليمه، لأن بوري ليس أسيرًا لديه، بل حليفًا ومضيفًا في قلعته.باليان الذي تحمل مخاطر كبيرة من أجل بوري قد رأى الورقة التي بحوزته.وتم كشف هوية بوري بواسطة باليان.بعد إبلين أصبح الكرك هدف السلطان صلاح الدين. وحاصر صلاح الدين قلعة الكرك.هذا الحصار لن يكون سهلاً ومن الواضح أنه سيطول، لكن استعداد السلطان قوي وتتم المناورات الاستراتيجية بعناية.لقد حان وقت الهجوم من جميع الجهات ينوي صلاح الدين أن يضرب أعداءه بأسلحتهم.في هذه الأثناء، اقتراح القاضي الفاضل للأمراء بالوحدة يحمل دعمًا لنضال صلاح الدين هيا لنتحد تحت راية الإسلام.لكن الأمراء أظهروا تحفظهم تجاه هذه الدعوة، مؤكدين أنهم يعترفون فقط بدولة الزنكيين، ولا يعترفون بالدولة الأيوبية.وسط هذه الصراعات تظهر حسابات شخصية.باليان لا يستطيع تحمل ثقل خسارة إبِلين، لكن الملكة ماريا تسعى جاهدة لتظهر له الحقيقة وتقدم له مخرجًا.كما هو الحال دائمًا لدى ماريا خطة مدروسة بعناية في ذهنها.زواجه منها سينقذه من غضب الملك بالدوين.وفي المعسكر هناك زواج آخر السلطان صلاح الدين يزوج بوري وسايرا.عندما يوجه الكونت باليان سهمه غاضبًا بسبب خسارة قلعته يحدث شيء لم يكن أحد ليتوقعه تحمي ميلا صلاح الدين بنفسها.انتهت آلام المخاض لدى شمسة إن ميلاد علي هو بمثابة بشرى سارة ونقطة تحول وقد تم فتح الكرك بعد ذلك مباشرة.ومن ناحية أخرى يفكر الملك بلدوين في تقديم عرض سلام إلى صلاح الدين من أجل تهدئة الأوضاع السياسية، إلا أنه يجد صعوبة في هضم هذا العرض.في هذه الأثناء اندلعت أزمة أخرى من الداخل حيث ألقى قايماز القاضي الفاضل في السجن بناءً على شكوى زينب، وتم نقل الوضع إلى السلطان من خلال كاراتكين.ويواجه صلاح الدين صراعًا جديدًا آخر ويليام، الذي يريد الاستفادة من هذه الفوضى، يشكل تحالفًا سريًا مع قايماز ويحاول تشكيل جبهة ضد صلاح الدين بقوة الذهب.الهدف واضح تشويه صورة الأيوبيين في نظر المسلمين.وتتجه خطط الملكة ماريا أيضًا نحو هذا الاتجاه فهي ولكن في هذه الفترة المضطربة، أصبحت خطوط الصدع الخطيرة واضحة ليس فقط على الجبهة الخارجية، بل وأيضاً في العالم الإسلامي.وقد أعلن عز الدين مسعود ابن مودود من نسل الزنكي صراحة أنه لا يعترف بسلطنة صلاح الدين لا يريد زنكي أن يترك ميراثه لصلاح الدين.وهذا يدل على أن صلاح الدين كان عليه أن يقاتل ليس الصليبيين فقط، بل إخوانه المسلمين أيضاً.ومع ذلك ولكي لا يفرق بين الأمة دعا صلاح الدين عز الدين إلى الوحدة والتوحيد، ولكن هذه الدعوة ظلت بلا إجابة.ومن ناحية أخرى، أصبح غي غير قادر على قمع عواطفه يعتقد أن بلدوين قد انهار روحيا وأن درعه قد تم أخذه منه.وبحسب قوله فإن نسمة خفيفة فقط تكفي الآن لإسقاط بلدوين ولكن يجب أولاً عقد السلام مع صلاح الدين.طريق القدس هذه المرة مُحاطٌ بالشوك تحت شعار السلام.بينما يهتز صلاح الدين تحت ضغوط داخلية وخارجية، تتحول كل قراراته إلى نقاط تحول ستشكل مستقبل الأمة.بينما يحاول الصليبيون محاصرة السلطان بمناورات دبلوماسية، تطفو على السطح خلافات في العالم الإسلامي تحت غطاء الأخوة ، يجد السلطان نفسه مضطرًا لمواجهة من اعتبرهم أصدقاء لا الأعداء.عودة مظهر و ما جلبه من أسرار يُشعل مواجهات عميقة في جبهة الموصل.بينما ينكشف الوجه المظلم للأمير قايماز يتحرك صلاح الدين بحكمة وصبر كبيرين لتحقيق العدالة مع الحفاظ على وحدة الأمة.كل خطوة نحو السلام تتحول إلى عبء يُثقل كاهله، فوراء كل عرض سلام ثمنٌ خفي، وخلف كل دعوة صداقة نيةٌ أخرى.عند الوصول إلى القدس تنبض القلوب باختلاف.فالبعض يرى هذه المسيرة انتصارًا، والبعض الآخر يراها ضعفًا. الجلوس إلى طاولة المفاوضات في هذه المدينة المقدسة ليس مجرد قرار سياسي، بل يصبح مسألة كرامة وإيمان ومصير.وفي الجبهة الصليبية، تتحرك الأحجار من أماكنها.فترنح صحة الملك بالدوين يهز العرش والسلطة، بينما يتربص طاموحون مثل اللورد غي و شاتيون خلف السلام المعلن، تنمو خطط أخرى ورغبات في الانتقام.وسط كل هذه الفوضى، يعيد صلاح الدين رسم طريقه ومصيره.تصبح الأهواء الداخلية اختباره الأصعب، أكثر من العدو الخارجي.يعيش صلاح الدين لحظة تحول كبرى حيث يحبط ألاعيب الأعداء ويختبر ولاء الأصدقاء.

## الممثلون والشخصيات

### شخصيات رئيسية
- الممثل بولنت شكرك[التركية].

- صلاح الدين الأيوبي[ملحوظة 1] (أوغور غونيش): القائد الذي بشر بفتح القدس. العبقري الذي يشحذ سيفه بعلمه. كابوس الصليبيين بذكائه الاستراتيجي وروحه المحاربة. هدفه ضمان الوحدة الإسلامية واستعادة القدس من الصليبيين.
- نور الدين زنكي[ملحوظة 2] (محمد علي نور أوغلو): سلطان الدولة الزنكية. حاكم شجاع وعادل حارب الصليبيين. زعيم يستخدم ذكاءه الحاد في تحركاته السياسية ولا يتسامح مع الظالمين. (توفي)
- مليكة خاتون (إيكين توركمان): هي أميرة سلجوقية، وزوجة نور الدين زنكي وأخت الأمير دولات. (اختفاء)
- عمر ميلا (إردنش جولنر[التركية]): ذو قلب ماهر في معالجة الروح البشرية كما هو بارع في النجارة. مقرب من نور الدين زنكي. صديق صلاح الدين الأيوبي الروحي في رحلته إلى القدس المليئة بالعقبات.قتله الأمير غوموش تكين. (قتل)
- فاطمة خاتون (زينب كومرال):هي أم صلاح الدين وتوران شاه وزوجة نجم الدين أيوب. (قتلت)
- كاراتكين (أولغون توكر[التركية]):هو سيد قبيلة البوريين وشقيق عصمت وأيبوكي.
- مودود (بولنت شكرك[التركية]):هو أخ نور الدين ونصر الدين. (قتل)
- أسد الدين شيركوه (سيزغين إيرديمير):هو عم صلاح الديد وتوران شاه وتولي وزارة الدولة الفاطمية، قتله كامل بن شاور. (قتل)
- أتسيز (جلال آل):هو رئيس محاربين صلاح الدين.
- أورفالي ألب[ملحوظة 3] (أحمد أولغون):هو أحد محاربي صلاح الدين، قتله غي. (قتل)
- إبراهيم ألب (ألو تراور):هو أحد محاربي صلاح الدين.
- بايبورا (غوخان كاراسيك):هو مساعد مودود ولاحق صلاح الدين.
- عماد (مراد كاراك):هو مساعد السلطان نور الدين زنكي.
- الوزير أصفهاني (إيجيمين يافوز):هو وزير السلطان نورالدين زنكي.
- بوزوك ألب (إبراهيم بالابان):هو أحد محاربي صلاح الدين.
- إدريس ألب (كريم أتيك):هو أحد محاربي صلاح الدين، قتله أرناط. (قتل)
- المشعوذ[ملحوظة 4] (أوزجور بازارلي):هو مساعد كاراتكين.

### شخصيات الموسم 2

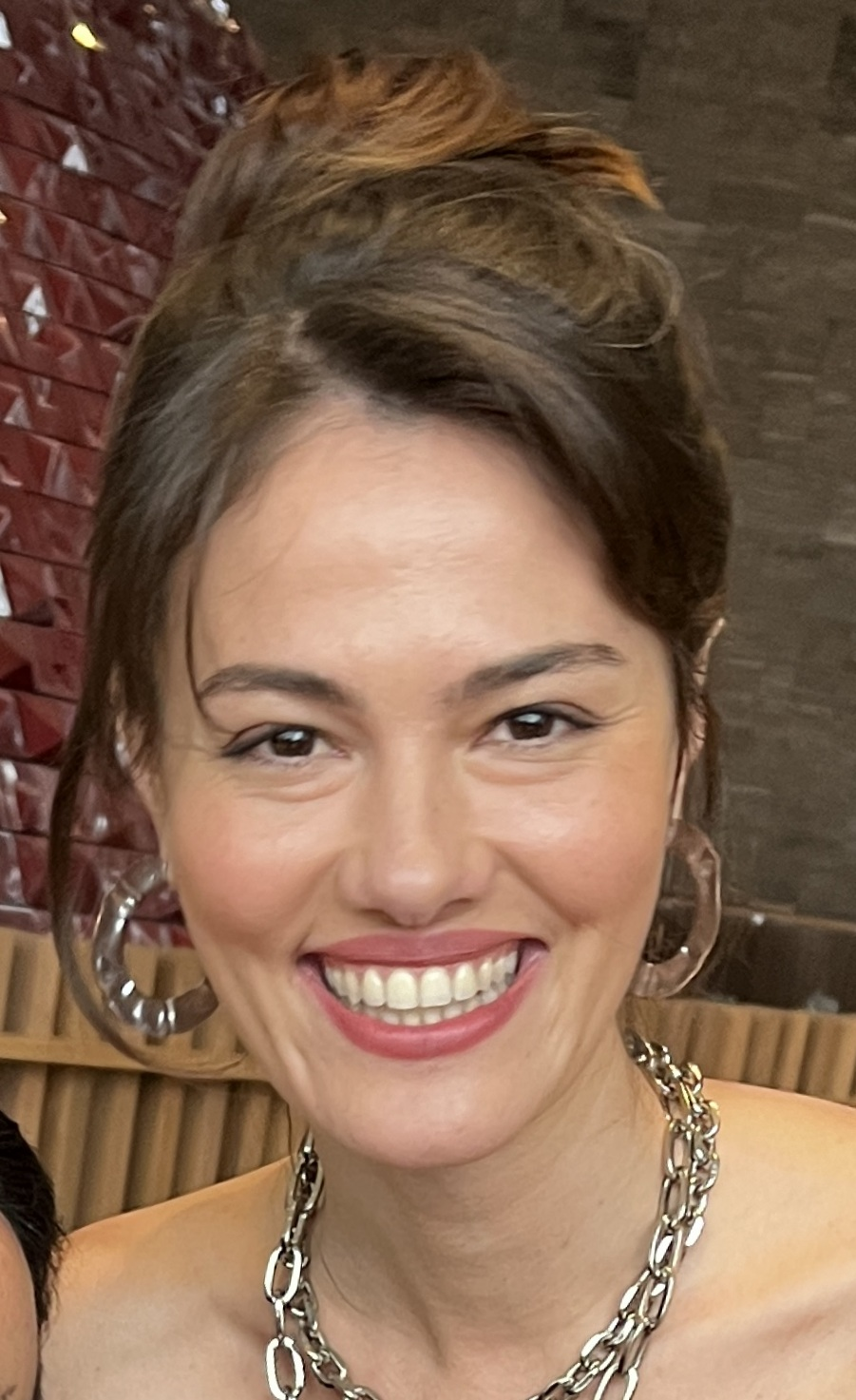
الممثلة جولبر أوزدمير[التركية].

- القاضي الفاضل (يوجار أوتشيليك):هو مستشار صلاح الدين عندما تولي صلاح الدين وزارة الدولة الفاطمية في مصر.
- باليان (محمد أوزان دولوناي):هو صديق صلاح الدين بعد ذلك انقلب الي عدوه وحاكم قلعة إبلين.
- إليسع (تولغا إسكيت):هو تاجر عبيد في مصر، وأصبح مخلص لصلاح الدين.
- غي دي لوزينيان[ملحوظة 5] (بيرك إيرشر):هو قائد جيوش مملكة القدس الصليبية ،بعد تزوجه من سيبيلا أصبح ملكا علي القدس بعد بلدوين الرابع.
- شمسة خاتون (جوكتشا توركان):هي مغنية وراقصة مسيحية في قصر مصر ،أحبها صلاح الدين بعد ذلك أسلمت وأصبحت زوجته.
- سيبيلا (جولبر أوزدمير[التركية]):هي حيبية باليان بعد ذلك أصبحت زوجة غي بسبب تهديده لها بقتل أخيها بلدوين الرابع،هي ابنة أمالريك الأول وأخت بلدوين الرابع.
- مظفر الدين كوكبوري (جوركان تشولاكر):هو حاكم أربيل ،وصديق كاراكوش وبوري.
- كاراكوش (محمد شيكر):هو مهندس عسكري ومعماري، وصديق كوكبوري وبوري.
- ماريا كومنينوس (جيزيم أونسال):ابنة أخت الإمبراطور البيزنطي، الزوجة الثانية للملك أمالريك ، وأصبحت ملكة القدس.
- زمرد خاتون (ألارا إريك):هي خادمة شمسة خاتون، وتعمل لصالح كونتيسة ميلا.
- ماهيس (إرين ديميرباش):هو مساعد التاجر إليسع.
- ماركوس[ملحوظة 6] (سافاش أيكيليتش):هو مساعد باليان.

### شخصيات منتهية الموسم 2

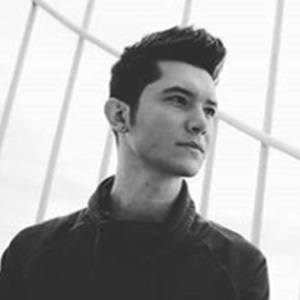
الممتل عارف ديرين.
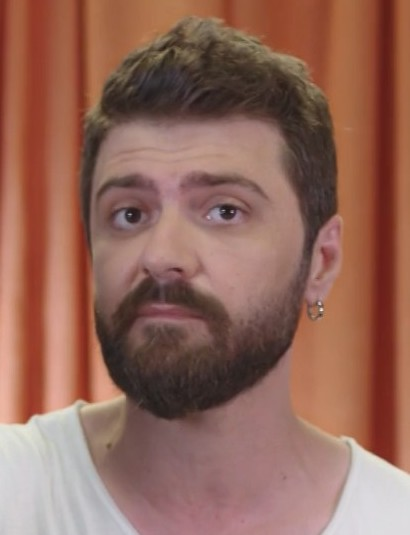
الممثل شاهين إرماك[التركية].

- أمالريك الأول[ملحوظة 7] (ديفريم إيفين):هو ملك مملكة بيت المقدس بعد أن قام بقتل اخته فيكتوريا ووالد سيبيلا وبالدوين الرابع. (توفي)
- كونتيسة ميلا[الإنجليزية] (أليف دوغان):كونتيسة الكرك ، أرملة الكونت مايلز ، زوجة شاتيون. (قتلت)
- وليم الصوري (هاكان يوفكاسيجيل[التركية]):هو مستشار الملك أمالريك ومؤرخ صليبي. (أعدم)
- بوري (باريش باكتاش):هو أخ صلاح الدين.قتله شاتيون. (قتل)
- شاتيون[ملحوظة 8] (بوراك ديمير[التركية]):هو كونت الكرك بعد قتل الكونت مايلز ،وزوج ميلا ،وصديق غي دي لوزينيان ،ومعروف بكرهه وجرائمه ضد المسلمين.قتله صلاح الدين بعد انتصاره في معركة حطين. (قتل)
- ضرغام (ميليه تشارداك):هو وزير مصر قبل شاور ، قتل على يد شاور. (قتل)
- بلدوين الرابع (بيرتوغ كورشات ألب):هو مصاب بالجذام، أخ سيبيلا ونجل أمالريك الأول، أصبح ملك مملكة القدس الصليبية بعد وفاه والده، واستطاع هزيمة صلاح الدين في معركة الرملة.قتله غيٌّ عن طريق كتم نفسه. (خنق)
- شاور (أتيلغان غوموش[التركية]):هو وزير مصر ، قتل على يد شيركوه. (قتل)
- لطيف (عارف ديرين): هو طبيب أرسله صلاح الدين لعلاج الملك بلدوين الرابع وبعد فترة وجيزة قتله شاتيون. (قتل)
- جمشيد (باريش يلدز[التركية]):هو مساعد الكونتيسة ميلا. (قتل)
- العارف[ملحوظة 9] (نادر إيرسوي):هو الذي عالج صلاح الدين، بعدما أُطلق عليه سهمٌ مسموم من قِبَل غي. (قتل)
- الخليفة العاضد لدين الله (إمري ميليميز):هو الخليفة الفاطمي، سممته سايرا. (تسمم)
- جوهر (سارب أيدينوغلو[التركية]):هو مساعد ضرغام ولاحق شاور بعد ذلك الخليفة الفاطمي، قتله كاراتكين. (قتل)
- كامل (إنجين كان تورا):هو ابن شاور، قتله كاراتكين بعد أن قتل شيركوه. (قتل)
- خليل (ميليه أوزدوغان): هو أحد مساعدين صلاح الدين. (قتل)
- اللورد يوداس[ملحوظة 10] (إمري نارسي):هو معلم باليان،وصديق مقرب للملك أمالريك. (قتل)
- الأمير ياروقي (شاهين إرماك[التركية]):هو قائد من قادة سلطان نورالدين، قتله الأمير غوموش تكين. (قتل)
- سايرا خاتون (جوكسو ميليك أولوكان):هي ابنة راكيف. (قتلت)
- الأمير غوموش تكين (كانبولات جوركيم أرسلان):هو أمير حلب ووصي علي العرش نيابة عن الصالح إسماعيل، تظاهر انه مسلم صالح ولكنه في الحقيقة مسيحي،قتله كوكبوري. (قتل)
- علي (غوكهان غوردي):هو ابن أخ بوري. (قتل)
- القائد جيوم[ملحوظة 11] (باكي شيفتشي):هو الذراع الأيمن للملك أمالريك. وزوج سيبيلا الأول. قُتل على يد رجال غي. (قتل)
- التاجر راكيف (تيومان كومبارجى باشى):أقوى تاجر في مصر ، مخلص لخليفة الفاطمي ، وعدو صلاح الدين ، وقتل على يد بوري. (قتل)
- الكونت مايلز (جون أقينجي):هو كونت الكرك وزوج الأول لميلا، قتله صلاح الدين في مصر. (قتل)
- نزار (سرحات إيديكوت):هو رئيس عصابة البدو، قتلته سايرا عندما طلب منها الزواج. (قتل)
- تراب (فرات كايا):هو ابن أخ بوري. (قتل)
- سانغاريوس (كوراي كاراجا):هو جاء من الإمبراطورية البيزنطية لغزو مصر مع جيشه، ومساعد ماريا كومنينوس. (اختفاء)
- الأمير قايماز (تيومان جلمز):كان أميرًا على الموصل في دولة الزنكيين، وقد دعم الأمير غومش تكين، ثم تحوّل إلى دعم صلاح الدين الأيوبي، لكنه عاد لاحقًا إلى الموصل وبعد ذلك انقلب علي الأيوبيين ولم يعترف بالدولة الأيوبية. (اختفاء)
- بهادير (حمدي ألب[التركية]):هو مساعد الأمير ياروقي ولاحق صلاح الدين. (قتل)
- كاراجا (فوركان بوزكورت):هو مساعد الأمير غوموش تكين. (قتل)
- هينوك (ألب أوزتورك):هو مساعد شاتيون. (قتل)

### الموسم 1

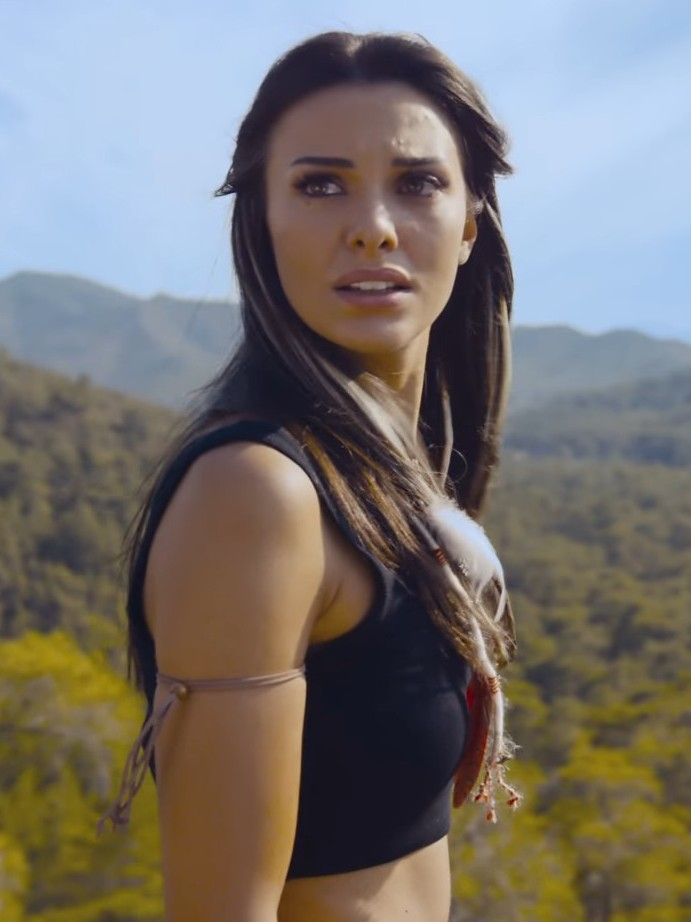
الممثلة توفانا توركاي.
الممثل فرات تشليك.
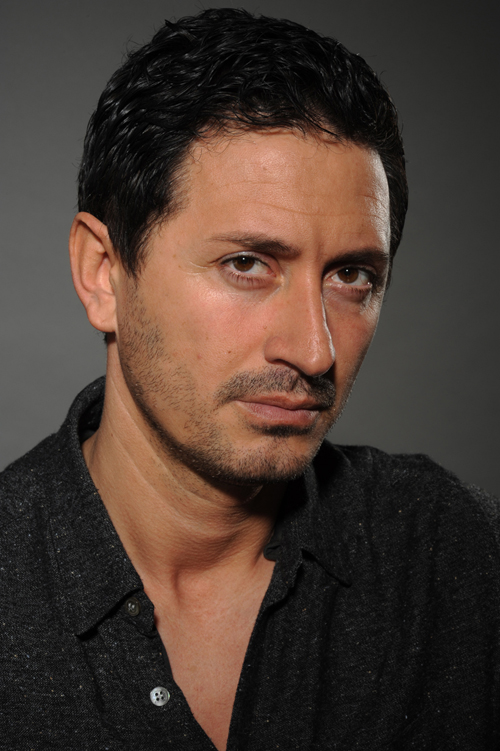
الممثل مراد هان.
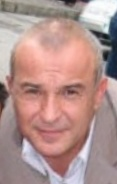
الممثل هاكان فانلي.
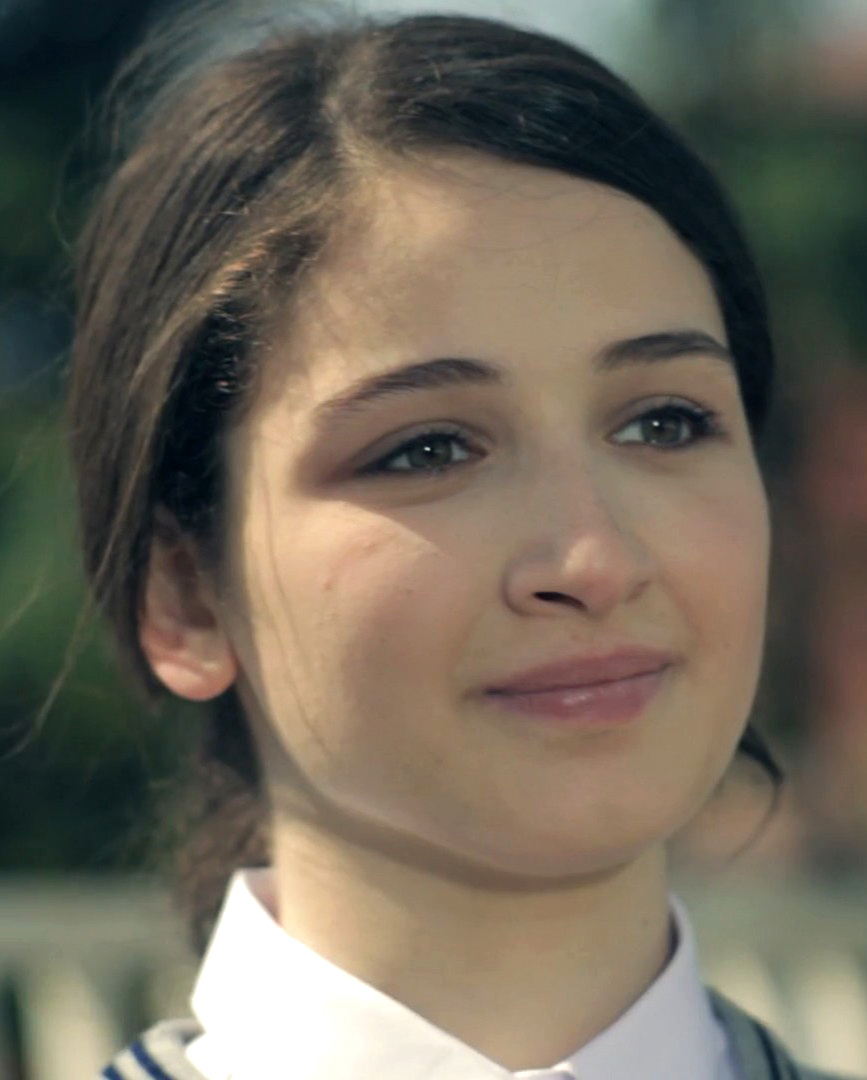
الممثلة غوكتشه آكيلدز.
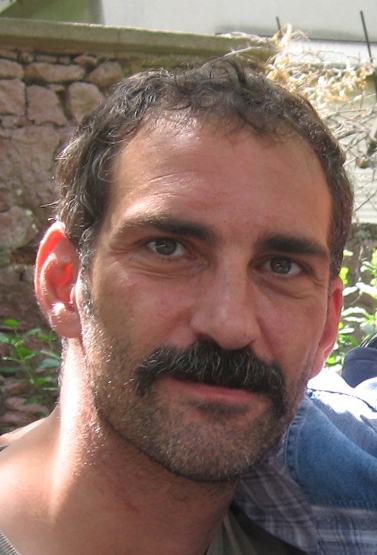
الممثل جينك أيرتان.

- الملكة فيكتوريا (توفانا توركاي):هي أخت الملك بلدوين الثالت وأمالريك الأول وأصبحت ملكة مملكة القدس الصليبية بعد تسمم أخيها بلدوين الثالث ،وقتلها عموري الاول. (قتل)
- نصر الدين زنكي (كان شاكر[التركية]): شقيق نور الدين زنكي، حاكم دمشق. لديه وجهات نظر معاكسة تمامًا لأخيه الأكبر نور الدين. شخص طموح يفضل التجارة عن الحرب ويريد أن يصبح أكثر ثراءً. (قتل)
- ثريا خاتون (ديلين دوغر): جميلة كنجمة لامعة في السماء، شجاعة بما يكفي للقتال بمفردها ضد العدو. محاربة ماهرة في ابتكار استراتيجيات ذكية واستخدام السيف. قتلها الوزير ملهم. (قتلت)
- بارس ألب (أوزجور جيم توجلوك):هو أحد محاربي صلاح الدين، وقتل علي يد غريغور. (قتل)
- غريغور (فرات تشليك):هو أخ غابرييل، قتله صلاح الدين. (قتل)
- نجم الدين أيوب (سيدا يلدز):هو أب صلاح الدين وتوران شاه وزج فاطمة خاتون. (اختفاء)
- توران شاه (علي إرسان): ابن نجم الدين أيوب. شرير ومتكبر، لا يتسامح مع الظلم أبداً. عيناه دائما عالية. كل ما يريده هو الوصول إلى مناصب عظيمة. (اختفاء)
- غابرييل (مراد هان):هو قائد فرسان الهيكل،وأخ غريغور وحبيبب الملكة فيكتوريا، قتله صلاح الدين. (قتل)
- كوتلو خاتون (أسومان بورا):والدة السلطان نور الدين ، ومودود ونصر الدين. (اختفاء)
- الأمير الريحاني (هاكان فانلي): أمير الدولة الزنكية. لديه معرفة جيدة بسير عمل الدولة وعلوم السياسة. ويرى أن له الحق في منصب الوزير بعلمه وآرائه السياسية. شجاع بما فيه الكفاية للتعاون بأي شكل من الأشكال من أجل أن يكون وزيرا. (قتل)
- عبد القادر الجيلاني (نورول حسن[الإنجليزية]):هو شيخ مسلم وصديق عمر الملا. (اختفاء)
- ربيعة خاتون (ألينا سيرين):هي ابنة نجم الدين أيوب وفاطمة خاتون، وأخت شاهينشاه وتوران شاه وصلاح الدين. (اختفاء)
- برنارد الدموي (عمر بيرك جانكات):هو أخ أليسا وأحتل الشام لفترة من الوقت واستعاد صلاح الدين الشام منه وخطط الاستيلاء علي غزة وهناك نصب صلاح الدين له كمين وقتل هناك. (قتل)
- دميرجان (كارتال كان إرميس):هو أحد محاربي صلاح الدين وقتله الرجل الثري اليهودي أفرام. (قتل)
- أفرام (باكي دافراك):هو رجل ثري يهودي أراد تأسيس مملكة يهودية علي الأراضي الإسلامية، قتل علي يد صلاح الدين عندما استعاد صلاح الدين الشام. (قتل)
- بيير (أبدول سوسلر):هو مساعد الملك بالدوين الثالث ولاحق الملكة فيكتوريا. قتل على يد شقيق الملكة فيكتوريا أمالريك عندما تولى ملك القدس. (قتل)
- سيمون (فاتح يلماز):هو مساعد أفرام. (قتل)
- زمرد خاتون (بيوس فارول):ذكية ، ماكرة.وتقوم بتحركاتها بذكاء مدبب. الهدف الوحيد لها أن تكون رئيسة السوق النسائي. (اختفاء)
- صوفيا (غوكتشه آكيلدز):هي جاسوسة في قلعة الصليبيين تعمل لصالح صلاح الدين. (اختفاء)
- عز الدين (عزات يوكسيك):هو نجل نصر الدين زنكي وبيرا خاتون. (قتل)
- أليسا (بوركو كيرمان):هي أخت برنارد الدموي . قتلت علي يد ملكة فيكتوريا. (قتلت)
- مصعب ألب (أنيل أوزديميرسي):هو أحد محاربي صلاح الدين،قتل علي يد غريغور. (قتل)
- الأمير دولات (ريشيت بيركر انهوش):هو أمير سلجوقي، واخ مليكة خاتون، قتله برنارد. (قتل)
- شاهنشاه (بوراك ساريمولا):هو الابن الأكبر لنجم الدين بن أيوب وأخ صلاح الدين، وقتل عندما كان جنود غابرييل يسيطرون علي عسقلان. (قتل)
- بالدوين الثالث (كان أولوكا):هو ملك مملكة القدس الصليبية سمسمته الملكة فيكتوريا وتولت عرش القدس. (تسمم)
- أيبوكي خاتون (سودي كيزيك):هي أخت عصمت خاتون وكاراتكين. (اختفاء)
- ليونارد (ميتيهان ساهينر[التركية]):هو مساعد غابرييل ولاحق غريغور. (قتل)
- الوزير ملهم (فولكان أويغون):هو مساعد ضرغام، قتل علي يد صلاح الدين بسبب قتله لثريا خاتون. (قتل)
- الأمير غوك أرسلان (شوكت سها تيزل[التركية]):هو مخلص لأرسلان شاه، قتله مودود. (قتل)
- السيد الأعظم[الإنجليزية][ملحوظة 12] (جينك أيرتان):القائد الأعظم لفرسان الهيكل، قام بتربية وتدرب مع غابرييل وغريغور، عدو صلاح الدين، قتله صلاح الدين بقطع رأسه. (قتل)
- أسماء (سيزجين أوزونبيكيروغلو):هي عمة ثريا خاتون ، شقيقة منصور ، التي قتلت على يد أحد جنود برنارد حتى حصل برنارد على الشام. (قتلت)
- منصور (يلدرم غوجوك):هو شقيق أسماء ، والد ثريا خاتون. قتل على يد غابرييل. (قتل)
- بيرا خاتون (إيجي أوزديكيجي):هي زوجة نصر الدين وأم عز الدين. (قتلت)
- الأمير أرسلان شاه (سونار توركار):هو حامي الخلافة العباسية، وعدو غير مباشر للسلطان نور الدين محمود. (اختفاء)
- عصمت خاتون (سيزين أكباشوغولاري):هي أخت كاراتكين وأيبوكي والزوجة الثانية للسلطان نور الدين زنكي. (اختفاء)
- رشيد الدين سنان (باريش باجي):هو زعيم الحشاشين. (اختفاء)
- أحمد ألب (دوغان بايركتار):هو أحد محاربي صلاح الدين. (قتل)
- علي ألب (باران أنديتش):هو أحد محاربي صلاح الدين. (قتل)
- تيمور (فاتح كونان):هو ابن أخ أرسلان شاه. (اختفاء)
- الأمير بهروز (عبد الله كاياباس):هو الذي قام بملاحقة نجم الدين أيوب وزوجته أثناء ولادة صلاح الدين، ثم قتله نور الدين زنكي. (قتل)
- عمر (مصطفى كوناك[التركية]):هو ابن شاهنشاه. (اختفاء)

## موعد العرض
| الموسم | الحلقات | الحلقات | الأصلي         | الأصلي        | الأصلي |
| الموسم | الحلقات | الحلقات | الأول          | الأخير        | الشبكة |
| ------ | ------- | ------- | -------------- | ------------- | ------ |
| 1      | 28      | 28      | 13 نوفمبر 2023 | 10 يونيو 2024 |        |
| 2      | 30      | 30      | 21 أكتوبر 2024 | 26 مايو 2025  |        |

## قائمة الحلقات

### الموسم 1 (2023-2024)
| ر. الإجمالي | ر. في الموسم | العنوان     | المخرج    | الكاتب                     | تاريخ العرض الأصلي | عدد المشاهدات (بالمليون) |
| ----------- | ------------ | ----------- | --------- | -------------------------- | ------------------ | ------------------------ |
| 1           | 1            | "الحلقة 1"  | سدات إنجي | سردار أوزونالان،حسن إريماز | 13 نوفمبر 2023     | 6,57                     |
| 2           | 2            | "الحلقة 2"  | سدات إنجي | سردار أوزونالان،حسن إريماز | 20 نوفمبر 2023     | 6,24                     |
| 3           | 3            | "الحلقة 3"  | سدات إنجي | سردار أوزونالان،حسن إريماز | 27 نوفمبر 2023     | 6,43                     |
| 4           | 4            | "الحلقة 4"  | سدات إنجي | سردار أوزونالان،حسن إريماز | 4 ديسمبر 2023      | 5,69                     |
| 5           | 5            | "الحلقة 5"  | سدات إنجي | سردار أوزونالان،حسن إريماز | 18 ديسمبر 2023     | 6,17                     |
| 6           | 6            | "الحلقة 6"  | سدات إنجي | سردار أوزونالان،حسن إريماز | 25 ديسمبر 2023     | 6,04                     |
| 7           | 7            | "الحلقة 7"  | سدات إنجي | سردار أوزونالان،حسن إريماز | 1 يناير 2024       | 5,69                     |
| 8           | 8            | "الحلقة 8"  | سدات إنجي | سردار أوزونالان،حسن إريماز | 8 يناير 2024       | 6,08                     |
| 9           | 9            | "الحلقة 9"  | سدات إنجي | سردار أوزونالان،حسن إريماز | 22 يناير 2024      | 6,01                     |
| 10          | 10           | "الحلقة 10" | سدات إنجي | سردار أوزونالان،حسن إريماز | 29 يناير 2024      | 6,72                     |
| 11          | 11           | "الحلقة 11" | سدات إنجي | سردار أوزونالان،حسن إريماز | 5 فبراير 2024      | 5,85                     |
| 12          | 12           | "الحلقة 12" | سدات إنجي | سردار أوزونالان،حسن إريماز | 12 فبراير 2024     | 5,36                     |
| 13          | 13           | "الحلقة 13" | سدات إنجي | سردار أوزونالان،حسن إريماز | 19 فبراير 2024     | 6,02                     |
| 14          | 14           | "الحلقة 14" | سدات إنجي | سردار أوزونالان،حسن إريماز | 26 فبراير 2024     | 5,85                     |
| 15          | 15           | "الحلقة 15" | سدات إنجي | سردار أوزونالان،حسن إريماز | 4 مارس 2024        | 5,42                     |
| 16          | 16           | "الحلقة 16" | سدات إنجي | سردار أوزونالان،حسن إريماز | 11 مارس 2024       | 5,32                     |
| 17          | 17           | "الحلقة 17" | سدات إنجي | سردار أوزونالان،حسن إريماز | 18 مارس 2024       | 5,13                     |
| 18          | 18           | "الحلقة 18" | سدات إنجي | سردار أوزونالان،حسن إريماز | 25 مارس 2024       | 5,67                     |
| 19          | 19           | "الحلقة 19" | سدات إنجي | سردار أوزونالان،حسن إريماز | 1 أبريل 2024       | 4,55                     |
| 20          | 20           | "الحلقة 20" | سدات إنجي | سردار أوزونالان،حسن إريماز | 8 أبريل 2024       | 4,81                     |
| 21          | 21           | "الحلقة 21" | سدات إنجي | سردار أوزونالان،حسن إريماز | 15 أبريل 2024      | 4,87                     |
| 22          | 22           | "الحلقة 22" | سدات إنجي | سردار أوزونالان،حسن إريماز | 22 أبريل 2024      | 4,81                     |
| 23          | 23           | "الحلقة 23" | سدات إنجي | سردار أوزونالان،حسن إريماز | 29 أبريل 2024      | 4,89                     |
| 24          | 24           | "الحلقة 24" | سدات إنجي | سردار أوزونالان،حسن إريماز | 6 مايو 2024        | 5,31                     |
| 25          | 25           | "الحلقة 25" | سدات إنجي | سردار أوزونالان،حسن إريماز | 13 مايو 2024       | 4,81                     |
| 26          | 26           | "الحلقة 26" | سدات إنجي | سردار أوزونالان،حسن إريماز | 20 مايو 2024       | 4,73                     |
| 27          | 27           | "الحلقة 27" | سدات إنجي | سردار أوزونالان،حسن إريماز | 3 يونيو 2024       | 4,76                     |
| 28          | 28           | "الحلقة 28" | سدات إنجي | سردار أوزونالان،حسن إريماز | 10 يونيو 2024      | 3,97                     |

### الموسم 2 (2024-2025)
| ر. الإجمالي | ر. في الموسم | العنوان     | المخرج    | الكاتب                                          | تاريخ العرض الأصلي | عدد المشاهدات (بالمليون) |
| ----------- | ------------ | ----------- | --------- | ----------------------------------------------- | ------------------ | ------------------------ |
| 29          | 1            | "الحلقة 29" | سدات إنجي | سلمان كيلي أصلان،ميرت أوزيل،عائشة باي           | 21 أكتوبر 2024     | 4,26                     |
| 30          | 2            | "الحلقة 30" | سدات إنجي | سلمان كيلي أصلان،ميرت أوزيل،عائشة باي           | 28 أكتوبر 2024     | 3,63                     |
| 31          | 3            | "الحلقة 31" | سدات إنجي | سلمان كيلي أصلان،ميرت أوزيل،عائشة باي           | 4 نوفمبر 2024      | 4,17                     |
| 32          | 4            | "الحلقة 32" | سدات إنجي | سلمان كيلي أصلان،ميرت أوزيل،عائشة باي           | 11 نوفمبر 2024     | 3,94                     |
| 33          | 5            | "الحلقة 33" | سدات إنجي | سلمان كيلي أصلان،ميرت أوزيل،عائشة باي           | 18 نوفمبر 2024     | 4,05                     |
| 34          | 6            | "الحلقة 34" | سدات إنجي | سلمان كيلي أصلان،ميرت أوزيل،عائشة باي           | 25 نوفمبر 2024     | 3,95                     |
| 35          | 7            | "الحلقة 35" | سدات إنجي | سلمان كيلي أصلان،ميرت أوزيل،عائشة باي           | 2 ديسمبر 2024      | 3,67                     |
| 36          | 8            | "الحلقة 36" | سدات إنجي | سلمان كيلي أصلان،ميرت أوزيل، مصعب كول،عائشة باي | 9 ديسمبر 2024      | 3,70                     |
| 37          | 9            | "الحلقة 37" | سدات إنجي | سلمان كيلي أصلان،ميرت أوزيل، مصعب كول،عائشة باي | 16 ديسمبر 2024     | 4,13                     |
| 38          | 10           | "الحلقة 38" | سدات إنجي | سلمان كيلي أصلان،ميرت أوزيل، مصعب كول،عائشة باي | 23 ديسمبر 2024     | 4,11                     |
| 39          | 11           | "الحلقة 39" | سدات إنجي | سلمان كيلي أصلان،ميرت أوزيل، مصعب كول،عائشة باي | 30 ديسمبر 2024     | 4,38                     |
| 40          | 12           | "الحلقة 40" | سدات إنجي | سلمان كيلي أصلان،ميرت أوزيل، مصعب كول،عائشة باي | 13 يناير 2025      | 3,89                     |
| 41          | 13           | "الحلقة 41" | سدات إنجي | سلمان كيلي أصلان،ميرت أوزيل، مصعب كول،عائشة باي | 20 يناير 2025      | 3,80                     |
| 42          | 14           | "الحلقة 42" | سدات إنجي | سلمان كيليكارلان،ميرت أوزيل،مصعب كول            | 27 يناير 2025      | 3,54                     |
| 43          | 15           | "الحلقة 43" | سدات إنجي | سلمان كيليكارلان،ميرت أوزيل،مصعب كول            | 3 فبراير 2025      | 3,57                     |
| 44          | 16           | "الحلقة 44" | سدات إنجي | سلمان كيليكارلان،ميرت أوزيل،مصعب كول            | 10 فبراير 2025     | 3,85                     |
| 45          | 17           | "الحلقة 45" | سدات إنجي | سلمان كيليكارلان،ميرت أوزيل،مصعب كول            | 17 فبراير 2025     | 3,11                     |
| 46          | 18           | "الحلقة 46" | سدات إنجي | سلمان كيليكارلان،ميرت أوزيل،مصعب كول            | 24 فبراير 2025     | 3,11                     |
| 47          | 19           | "الحلقة 47" | سدات إنجي | سلمان كيليكارلان،ميرت أوزيل،مصعب كول            | 3 مارس 2025        | 3,39                     |
| 48          | 20           | "الحلقة 48" | سدات إنجي | سلمان كيليكارلان،ميرت أوزيل،مصعب كول            | 10 مارس 2025       | 3,24                     |
| 49          | 21           | "الحلقة 49" | سدات إنجي | سلمان كيليكارلان،ميرت أوزيل،مصعب كول            | 17 مارس 2025       | 3,17                     |
| 50          | 22           | "الحلقة 50" | سدات إنجي | سلمان كيليكارلان،ميرت أوزيل،مصعب كول            | 24 مارس 2025       | 3,12                     |
| 51          | 23           | "الحلقة 51" | سدات إنجي | سلمان كيليكارلان،ميرت أوزيل،مصعب كول            | 7 أبريل 2025       | 3,34                     |
| 52          | 24           | "الحلقة 52" | سدات إنجي | سلمان كيليكارلان،ميرت أوزيل،مصعب كول            | 14 أبريل 2025      | 3,04                     |
| 53          | 25           | "الحلقة 53" | سدات إنجي | سلمان كيليكارلان،ميرت أوزيل،مصعب كول            | 21 أبريل 2025      | 2,98                     |
| 54          | 26           | "الحلقة 54" | سدات إنجي | سلمان كيليكارلان،ميرت أوزيل،مصعب كول            | 28 أبريل 2025      | 2,66                     |
| 55          | 27           | "الحلقة 55" | سدات إنجي | سلمان كيليكارلان،ميرت أوزيل،مصعب كول            | 5 مايو 2025        | 3,12                     |
| 56          | 28           | "الحلقة 56" | سدات إنجي | سلمان كيليكارلان،ميرت أوزيل،مصعب كول            | 12 مايو 2025       | 2,61                     |
| 57          | 29           | "الحلقة 57" | سدات إنجي | سلمان كيليكارلان،ميرت أوزيل،مصعب كول            | 19 مايو 2025       | 2,25                     |
| 58          | 30           | "الحلقة 58" | سدات إنجي | سلمان كيليكارلان،ميرت أوزيل،مصعب كول            | 26 مايو 2025       | 2,95                     |

## إنتاج

### إعلان إنتاج المسلسل

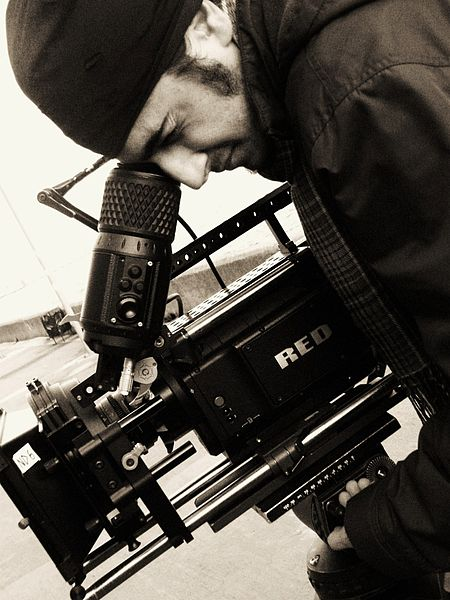
ايمره كونوك.

في 20 أغسطس 2021، تم توقيع الاتفاقية بين ايمره كونوك، مالك شركة أكلي للإنتاج السينمائي ومنتجي شركة أنصاري وشاه فيلم الباكستانية الدكتور كاشف أنصاري والدكتور جونيد علي شاه، بشأن إنتاج هذه السلسلة الجديدة بعنوان صلاح الدين الأيوبي .  غرد إمري:
خبر سار في ليلة جمعة مباركة! تم توقيع عقد بين شركتي أكلي فيلم وأنصاري وشاه فيلم حول مسلسل "السلطان صلاح الدين الأيوبي". نسأل الله أن يكون هذا المشروع الدولي، الذي سيُنجز بالتعاون بين تركيا وباكستان، مفيدًا لبلدنا وعالمنا الفني.
في 18 أكتوبر 2021 ، هبط الوفد التركي في مطار إسلام آباد الدولي لبدء اختبارات الأداء للمسلسل الدرامي في لاهور وكراتشي.

#### الممثلون
سيضم المسلسل ممثلين من تركيا وباكستان. 75٪ من طاقم العرض سيكونون أتراكًا بما في ذلك صلاح الدين وبقية الممثلين بنسبة 25٪ سيكونون من باكستان.

### التصوير
يجري تصوير المسلسل التلفزيوني في تركيا، ومن المقرر أن يتكون من ثلاثة مواسم. سيتكون كل موسم من 34 حلقة، كما كشف عدنان صديقي. لكن شركة الإنتاج أكلي فيلم أعلنت عن عدم إنتاج موسم ثالث، وأن المسلسل قد انتهى عند الحلقة 58 من الموسم الثاني، الذي عُرض في 26 مايو 2025، وذلك بسبب انخفاض معدلات المشاهدة في الحلقات الأخيرة من الموسم الثاني. بدأ الإنتاج في 29 يناير 2022، حيث نشر المنتج إمري كونوك صورةً مع تعليق "!Selahaddin Eyyubi yakında " (بالعربية: صلاح الدين الأيوبي قريبًا)على حسابه على إنستغرام.

### كتابة سيناريو
استعان مسلسل صلاح الدين الأيوبي بستة عشر كاتبًا. ويكتب المسلسل التاريخي مؤرخون أتراك بمساعدة علماء الآثار والكتاب الباحثين الباكستانيين. وأوضح كاشف أنصاري أن كتّاب السيناريو استعانوا بمؤرخين وباحثين ومؤلفين أتراك لجعله أقرب ما يكون إلى الواقع. اكتمل العمل الأولي على المسلسل في سبتمبر، وبعد ذلك، بدأ اختبار الشاشة بعد اختيار الممثلين.

### موسيقي
موسيقى المسلسل من تأليف باتوهان فرات ومصطفى جوزال ويلديراي غورغن، بالإضافة إلى أنه تم إعادة استخدام موسيقى مسلسل ألب أرسلان: السلجوقي العظيم في الموسم الثاني من مسلسل فاتح القدس: صلاح الدين الأيوبي الذي كان من تأليف غوكهان كيردار.[بحاجة لمصدر]

## إصدار المسلسل
عرض الحلقة الأولي من المسلسل في 13 نوفمبر 2023 بعد أسبوع كامل من عرض الحلقة الأخيرة من مسلسل ألب أرسلان: السلجوقي العظيم الذي عرض في 6 نوفمبر 2023.
- اعلى اليسار: شعار مسلسل ألب أرسلان: السلجوقي العظيم.
- اعلى اليمين:ملصق مسلسل ألب أرسلان: السلجوقي العظيم.
- اسفل اليسار: شعار مسلسل نهضة السلاجقة العظمى الذي عرض قبل عرض مسلسل ألب أرسلان: السلجوقي العظيم وتعد مسلسل ألب أرسلان: السلجوقي العظيم مكمل لمسلسل نهضة السلاجقة العظمى.
- اسفل اليمين:ملصق مسلسل نهضة السلاجقة العظمى.

## البث الدولي

### تركيا
تم عرض فاتح القدس صلاح الدين الأيوبي لأول مرة في تركيا في 13 نوفمبر 2023 علي تي أر تي 1.

### باكستان
تم عرض الحلقة الأولى للمسلسل لأول مرة في باكستان على هوم تي في في 6 مايو 2024.

### جامعة الدول العربية
تم عرض الحلقة الأولى للمسلسل لأول مرة في الوطن العربي على هلال بلاي في 15 نوفمبر 2023.

## ملحوظات

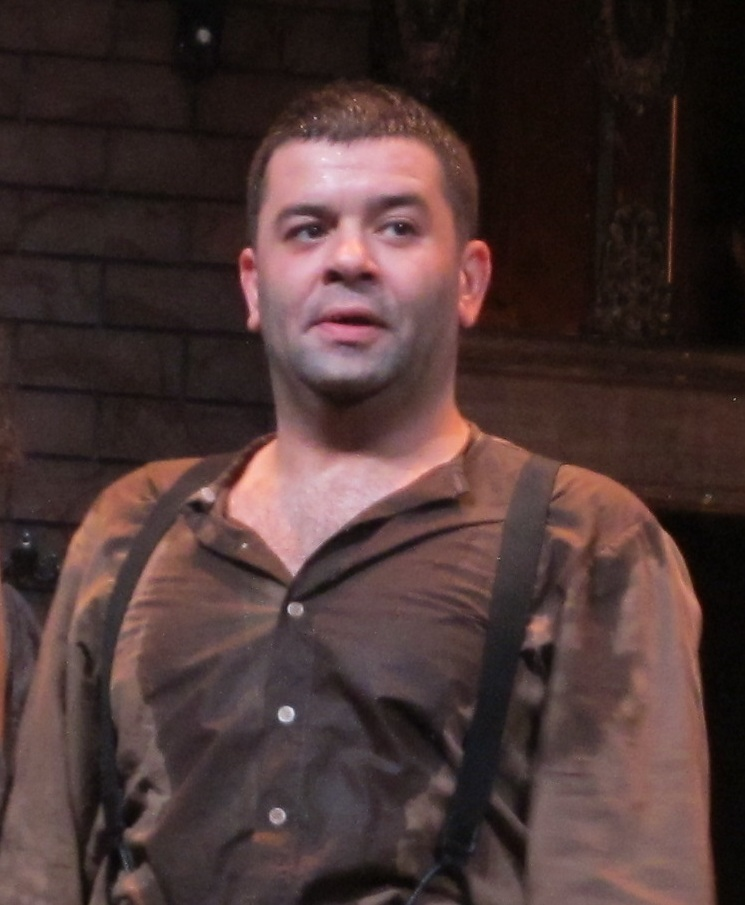
الممثل بولنت شكرك.

1. ↑  أحيانًا تُنطق صلاح الدين أو صلاح الدين يوسف.
2. ↑  أحيانًا تُنطق نور الدين محمود.
3. ↑  أحيانًا تُنطق عنتابلي، هو لقب لقّبه كاراتكين لأورفالي.
4. ↑  هو لقب الشخصية وليس اسم الشخصية.
5. ↑  أحيانًا تُنطق اللورد غي.
6. ↑  أحيانًا تُنطق الأب ماركوس.
7. ↑  أحيانًا تُنطق عموري الأول.
8. ↑  أحيانًا تُنطق أرناط أو رينو دي شاتيون أو شاتيوني.
9. ↑  أحيانًا تُنطق سيد أغاه.
10. ↑  أحيانًا تُنطق القطبان الأب.
11. ↑  أحيانًا تُنطق اللورد غيوم.
12. ↑  أحيانًا تُنطق برتراند دي بلانشفورت[الإنجليزية].

## أنظر أيضا
- قائمة الأفلام والمسلسلات الإسلامية.

## روابط خارجية
- فاتح القدس صلاح الدين الأيوبي على الموقع الرسمي لقناة تي أر تي 1.

- فاتح القدس صلاح الدين الأيوبي  في قاعدة بيانات الأفلام على الإنترنت (بالإنجليزية).
- فاتح القدس صلاح الدين الأيوبي على يوتيوب.
- فاتح القدس صلاح الدين الأيوبي على إنستغرام.
- فاتح القدس صلاح الدين الأيوبي  على فيسبوك.
- فاتح القدس صلاح الدين الأيوبي على TikTok
- فاتح القدس صلاح الدين الأيوبي على تويتر.